# Uganda
Uganda, oficialmente República de Uganda (en inglés Republic of Uganda; en suajili Jamhuri ya Uganda) es un país soberano sin salida al mar situado en África oriental. El país limita al este con Kenia, al norte con Sudán del Sur, al oeste con República Democrática del Congo y al sur con Ruanda y al suroeste con Tanzania. Uganda se encuentra en la región de los Grandes Lagos de África, la parte sur del país incluye una parte sustancial del lago Victoria, compartido con Kenia y Tanzania. Uganda también se encuentra dentro de la cuenca del Nilo y tiene un clima variado pero generalmente ecuatorial. Tiene una población de más de 48 millones de habitantes, de los cuales 8,5 millones viven en el área metropolitana de la capital y ciudad más grande, Kampala.
Uganda fue nombrado a partir del reino de Buganda, que abarca una parte del sur del país, incluida la capital, Kampala. Los grupos étnicos de Uganda se dedicaron principalmente a la caza y la recolección hasta hace aproximadamente 200 años, cuando las poblaciones de habla bantú emigraron al sur del país. A partir de 1894, el área fue gobernada como un protectorado británico. Uganda obtuvo su independencia del Reino Unido el 9 de octubre de 1962. Desde su independencia el país ha estado marcado por conflictos violentos, incluida una dictadura militar de ocho años dirigida por Idi Amin.
Los idiomas oficiales son el inglés y el suajili, aunque cualquier otro idioma puede utilizarse como medio de instrucción en las escuelas u otras instituciones educativas o con fines legislativos, administrativos o judiciales, según lo prescribe la ley. El luganda, un idioma de la región central, se habla ampliamente en las regiones central y suroriental del país. Su forma de gobierno es la república presidencialista y su territorio está compuesto por 111 distritos. El actual presidente de Uganda es Yoweri Museveni, quien asumió el poder en enero de 1986 después de una guerra civil que duró seis años. Tras las enmiendas constitucionales que eliminaron los límites de mandatos presidenciales, Museveni fue reelegido presidente en las elecciones generales de 2011, 2016 y 2021 como parte del Movimiento de Resistencia Nacional.

## Historia
Uganda, toma su nombre del desaparecido Reino de Buganda, que abarcaba la porción sur del país incluida la capital, Kampala.
Los nativos ugandeses fueron cazadores-recolectores hasta hace entre 1700 y 2300 años, cuando las poblaciones de habla bantú colonizaron la región.
A partir del siglo XIII en la zona de los Grandes Lagos se fueron formando diversos reinos. Entre los más importantes destacan el de Bunyoro y el de Buganda. Estas potencias unas veces fueron aliadas y otras compitieron entre sí hasta que se integraron en el protectorado británico de Uganda de manera negociada.
Uganda se independizó del Reino Unido en 1962 después de haber sido un protectorado británico desde el año 1894. En 1966, el primer ministro, Milton Obote, había derogado la constitución y se declaró a sí mismo presidente, introduciendo una era de golpes y contragolpes que durarían hasta mediados de los 80. El año 1971 vio a Idi Amin tomar el poder, gobernando el país por medio de un régimen militar durante casi una década. Se estima que la persecución llevada a cabo por el gobierno se cobró las vidas de 300.000 ugandeses, e hizo desaparecer la minoría empresarial indo-oriental de Uganda, diezmando la economía. Su gobierno acabó en 1979 gracias a una invasión por parte de Tanzania, ayudada por exiliados ugandeses. Durante un año se sucedieron gobiernos provisionales, hasta las elecciones presidenciales en las que resultó elegido por fraude Milton Obote. La situación no mejoró mucho con el regreso de Milton Obote, quien fue depuesto una vez más en 1985, por Tito Okello. Su inestable dictadura acabó un año más tarde, cuando las fuerzas guerrilleras dirigidas por Yoweri Museveni tomaron el poder. El actual presidente, Yoweri Museveni, ha estado en el poder desde 1986 y ha sido reelegido hasta la actualidad por medio de procesos electorales considerados "irregulares".

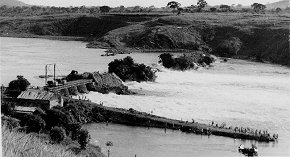
Construcción de la Central eléctrica de Nalubaale en Jinja entre 1951 y 1954.

El país ha recuperado una estabilidad relativa, a excepción del norte, donde continúa habiendo combates con una insurgencia rebelde. Este conflicto dura ya 24 años. Los rebeldes secuestran a menudo a niños para utilizarlos como soldados. Muchos de ellos mueren en combate y otros asesinados por los propios guerrilleros. A veces incluso los insurgentes los fuerzan a matar a otros niños con la amenaza de ser asesinados si no lo hacen. En ocasiones tienen que asesinar incluso a miembros de su propia familia, incluidos madre y hermanos, para sobrevivir.
Uganda ha aplicado la respuesta nacional más eficaz al VIH/sida de todo el continente africano durante unos años. En 2003, en alianza con organizaciones religiosas y el programa de ayuda exterior de EE. UU. (USAID) se empezó a utilizar el método de la abstinencia, la fidelidad y el uso de condones (ABC, según sus siglas en inglés) para reducir la tasa del VIH, aunque en los últimos cinco años las tasas de contagio se han disparado, con grandes aumentos del número de personas infectadas con VIH/sida. La criminalización de la homosexualidad, la disminución de la percepción del riesgo y la confusión en los mensajes entre lo que es "malo" y lo que es "inseguro" se encuentran entre los factores que ayudarían a explicar este repunte.
Desde la década de 1980, la actividad guerrillera del Ejército de Resistencia del Señor se ha cobrado la vida de más de 12 000 personas. Ante la grave situación, el gobierno requirió la intervención de la Corte Penal Internacional para investigar los graves crímenes contra el Derecho Internacional Humanitario. En octubre de 2005 se emitieron órdenes de captura en contra de los líderes del Ejército de Resistencia del Señor.
En febrero de 2025, fuerzas ugandesas cruzaron la frontera con la República Democrática del Congo aprovechando la situación de crisis tras los enfrentamientos con el movimiento 23 de Marzo desde inicios de 2025.

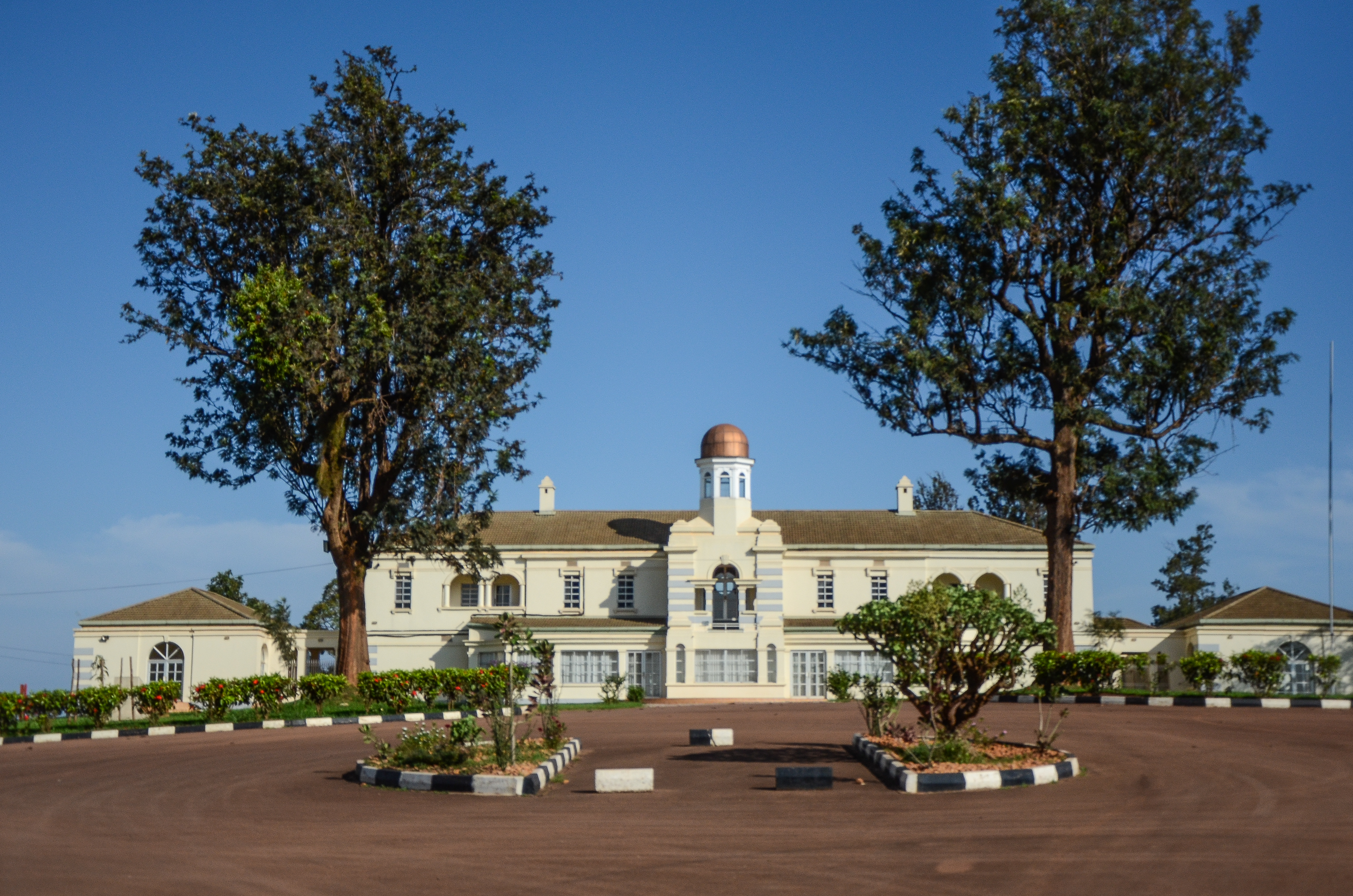
El Palacio de Kabaka en Kampala sede del Reino de Buganda, una monarquía ceremonial dentro de Uganda

## Gobierno y política
El presidente de Uganda, Yoweri Museveni, es jefe de Gobierno y jefe de Estado. El presidente designa un primer ministro que le ayuda en sus tareas. El parlamento está constituido por la Asamblea Nacional, con 303 representantes, de los cuales 86 son designados por grupos de intereses, entre ellos las mujeres y el ejército. Los miembros restantes son elegidos en las elecciones generales por un periodo de cinco años.
Los partidos políticos estuvieron prohibidos durante diecinueve años, hasta que en 2006 el pueblo ugandés decidió en un referéndum cancelar esta prohibición y comenzar una transición hacia la democracia multipartidista.

### Derechos humanos
Son muchos los ámbitos que siguen suscitando preocupación en lo que respecta a los derechos humanos en Uganda.

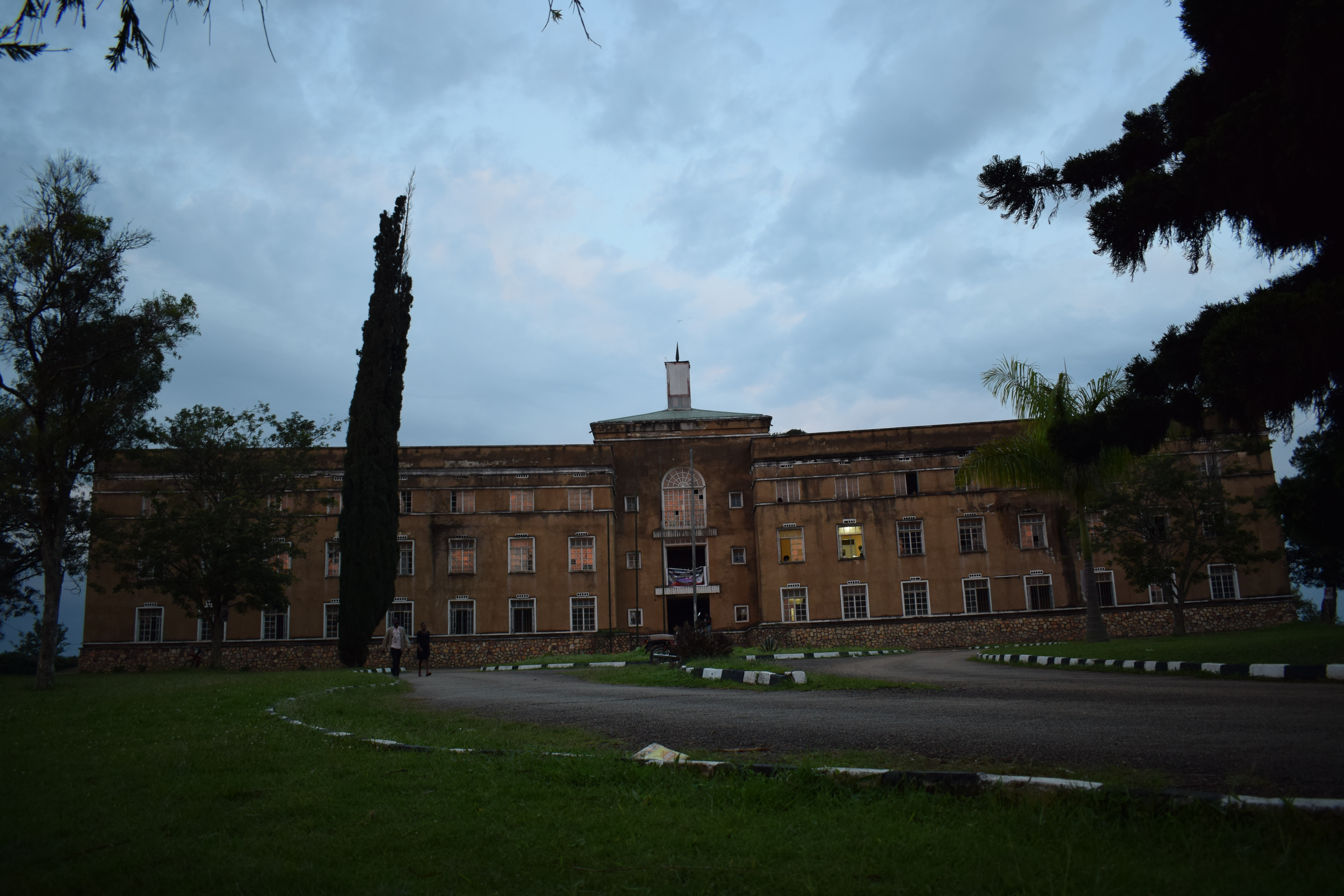
Sede del Antiguo Parlamento del Reino tradicional de Toro

El conflicto en el norte del país sigue generando informes de abusos tanto por parte del rebelde Ejército de Resistencia del Señor (ERS), dirigido por Joseph Kony, como del ejército ugandés. En febrero de 2009, un funcionario de la ONU acusó al LRA de "brutalidad atroz" en la República Democrática del Congo.
El número de desplazados internos se estima en 1,4 millones. La tortura sigue siendo una práctica extendida entre las organizaciones de seguridad. Los ataques a la libertad política en el país, incluidas las detenciones y palizas a parlamentarios de la oposición, han suscitado críticas internacionales, que culminaron en mayo de 2005 con la decisión del gobierno británico de retener parte de su ayuda al país. La detención del principal líder de la oposición, Kizza Besigye, y el asedio del Tribunal Superior durante una vista del caso de Besigye por fuerzas de seguridad fuertemente armadas -antes de las elecciones de febrero de 2006- suscitaron condenas.
El trabajo infantil es habitual en Uganda. Muchos niños trabajan en la agricultura. Los niños que trabajan en las plantaciones de tabaco en Uganda están expuestos a riesgos sanitarios. Los niños que trabajan en el servicio doméstico en Uganda corren el riesgo de sufrir abusos sexuales. La constitución ugandesa prohíbe la esclavitud y el trabajo forzado.

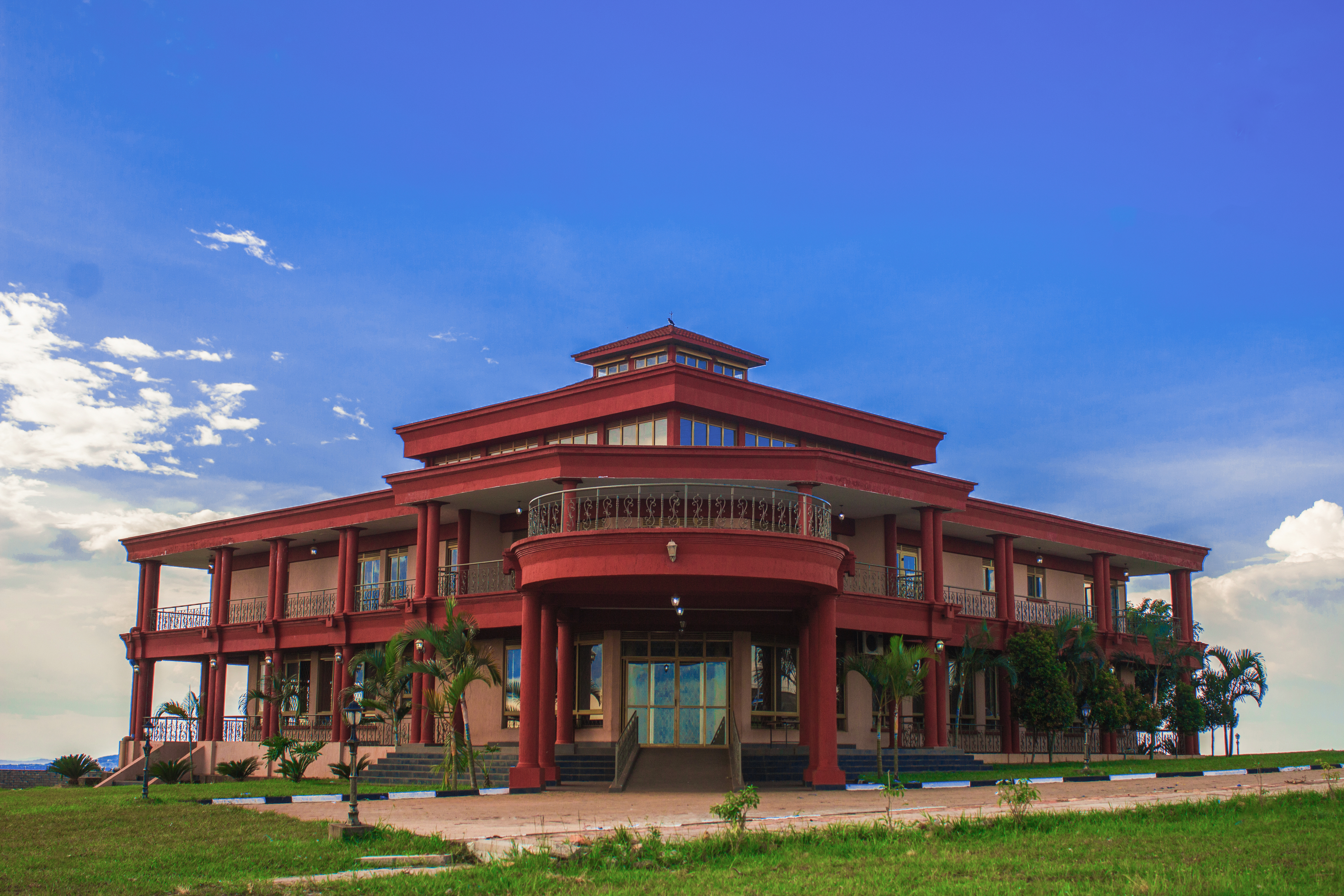
Uno de los palacios del Reino tradicional de Busoga

El Comité para los Refugiados e Inmigrantes de Estados Unidos denunció varias violaciones de los derechos de los refugiados en 2007, como deportaciones forzosas por parte del gobierno ugandés y violencia contra los refugiados.
La tortura y las ejecuciones extrajudiciales han sido un problema generalizado en Uganda en los últimos años. Por ejemplo, según un informe del Departamento de Estado estadounidense de 2012, "el Centro Africano para el Tratamiento y la Rehabilitación de Víctimas de la Tortura registró 170 denuncias de tortura contra la policía, 214 contra las UPDF, 1 contra la policía militar, 23 contra la Unidad de Investigaciones Especiales, 361 contra personal de seguridad no especificado y 24 contra funcionarios de prisiones" entre enero y septiembre de 2012.
En septiembre de 2009, Museveni denegó al Kabaka Muwenda Mutebi, rey de Baganda, el permiso para visitar algunas zonas del reino de Buganda, en particular el distrito de Kayunga. Se produjeron disturbios y murieron más de 40 personas, mientras que otras siguen encarceladas. Además, otras 9 personas fueron asesinadas durante las manifestaciones de abril de 2011 "Walk to Work". Según el Informe Mundial 2013 de Human Rights Watch sobre Uganda, el gobierno no ha investigado los asesinatos asociados a estos dos sucesos.En materia de derechos humanos, respecto a la pertenencia a los siete organismos de la Carta Internacional de Derechos Humanos, que incluyen al Comité de Derechos Humanos (HRC), Uganda ha firmado o ratificado:
| Uganda | Tratados internacionales | Tratados internacionales  | Tratados internacionales | Tratados internacionales | Tratados internacionales  | Tratados internacionales | Tratados internacionales    | Tratados internacionales | Tratados internacionales  | Tratados internacionales | Tratados internacionales    | Tratados internacionales | Tratados internacionales | Tratados internacionales | Tratados internacionales | Tratados internacionales | Tratados internacionales | Tratados internacionales |
| --- | ------------------------ | ------------------------- | ------------------------ | ------------------------ | ------------------------- | ------------------------ | --------------------------- | --- | ------------------------- | ------------------------ | --------------------------- | --- | ------------------------ | ------------------------ | ------------------------ | ------------------------ | --- | --- |
| Uganda | CESCR                    | CESCR                     | CCPR                     | CCPR                     | CCPR                      | CERD                     | CED                         | CEDAW | CEDAW                     | CAT                      | CAT                         | CRC | CRC                      | CRC                      | CRC                      | MWC                      | CRPD | CRPD |
| Uganda | CESCR                    | CESCR-OP                  | CCPR                     | CCPR-OP1                 | CCPR-OP2-DP               | CERD                     | CED                         | CEDAW | CEDAW-OP                  | CAT                      | CAT-OP                      | CRC | CRC-OP-AC                | CRC-OP-SC                | CRC-OP-CP                | MWC                      | CRPD | CRPD-OP |
| Pertenencia | Firmado y ratificado.    | Ni firmado ni ratificado. | Firmado y ratificado.    | Firmado y ratificado.    | Ni firmado ni ratificado. | Firmado y ratificado.    | Firmado pero no ratificado. | Uganda ha reconocido la competencia de recibir y procesar comunicaciones individuales por parte de los órganos competentes. | Ni firmado ni ratificado. | Firmado y ratificado.    | Firmado pero no ratificado. | Uganda ha reconocido la competencia de recibir y procesar comunicaciones individuales por parte de los órganos competentes. | Firmado y ratificado.    | Firmado y ratificado.    | Sin información.         | Firmado y ratificado.    | Uganda ha reconocido la competencia de recibir y procesar comunicaciones individuales por parte de los órganos competentes. | Uganda ha reconocido la competencia de recibir y procesar comunicaciones individuales por parte de los órganos competentes. |
| Firmado y ratificado, firmado, pero no ratificado, ni firmado ni ratificado, sin información, ha accedido a firmar y ratificar el órgano en cuestión, pero también reconoce la competencia de recibir y procesar comunicaciones individuales por parte de los órganos competentes. |                          |                           |                          |                          |                           |                          |                             | |                           |                          |                             | |                          |                          |                          |                          | | |

#### Leyes antihomosexuales
Las relaciones homosexuales eran aceptadas y habituales en la sociedad ugandesa precolonial. El Imperio británico introdujo leyes que castigaban la homosexualidad cuando Uganda se convirtió en colonia británica. Estas leyes se mantuvieron tras la independencia.
La ley antihomosexual aprobada por el Parlamento en 2014 incluía penas más duras para los homosexuales, incluyendo la pena de muerte para los reincidentes, sin embargo el Tribunal Constitucional de Uganda declaró inválida la ley por motivos de procedimiento. No obstante, el 21 de marzo de 2023 fue aprobada una nueva ley que castiga la homosexualidad con penas de cárcel e incluso la muerte.

### Política Exterior
Uganda tiene relaciones diplomáticas con 12 países que son Armenia, Dinamarca, India, Israel, Kenia, Malasia, Rusia, Corea del Sur, Sudán, Sudán del Sur, Reino Unido y los Estados Unidos.

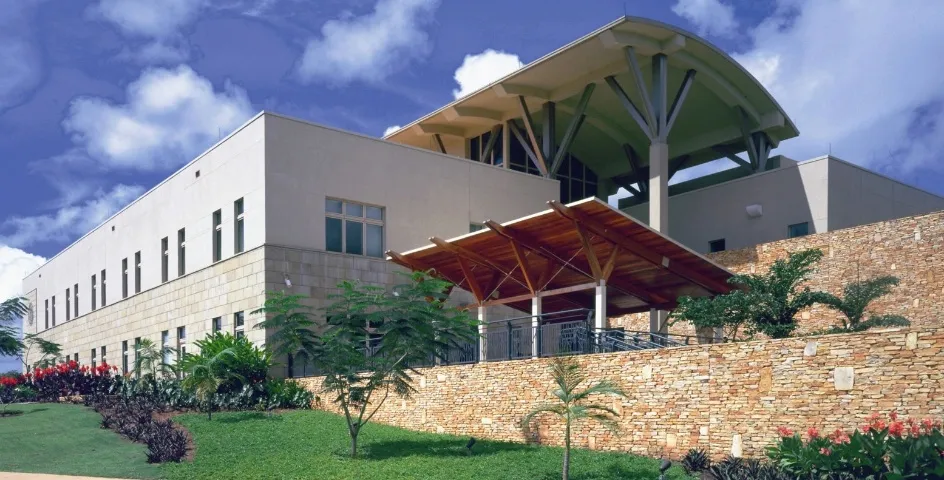
Embajada de Estados Unidos en Kampala, Uganda

Uganda se convirtió en independiente en 1962 como un reino de la Commonwealth, luego exactamente un año después, Uganda se convirtió en una república dentro de la Commonwealth.
Las relaciones entre Uganda y la República Popular China se establecieron el 18 de octubre de 1962. El comercio entre ambas naciones ascendió a más de 1000 millones de dólares en 2017. Además, las empresas chinas han contribuido significativamente a la construcción de infraestructuras en Uganda. China también posee alrededor del 20% de la deuda de Uganda, equivalente a unos 1.600 millones de dólares.
Desde la independencia de Uganda en 1962, han existido relaciones diplomáticas entre ambas naciones, China fue una de las primeras naciones en reconocer a la recién independizada nación. En 1971, Uganda fue una de las 76 naciones que votaron a favor de la Resolución 2758 por la que se devolvía la condición de miembro de la ONU al gobierno chino. Tras la llegada al poder de Yoweri Museveni en 1986, las dos naciones han estrechado sus lazos. 
Las dos naciones han firmado múltiples acuerdos de cooperación cultural, intercambiando equipos de estudiantes y médicos. Las relaciones entre ambas naciones se han visto reforzadas por una política de no injerencia en los asuntos políticos. Tras la aprobación de la Ley Antihomosexualidad de Uganda de 2014, aumentaron las críticas occidentales al gobierno ugandés y a la presidencia de Museveni. Muchas naciones retiraron la ayuda económica y el apoyo. La política de no implicación política de China les permitió asumir el papel de suministrar ayuda e infraestructuras a Uganda.

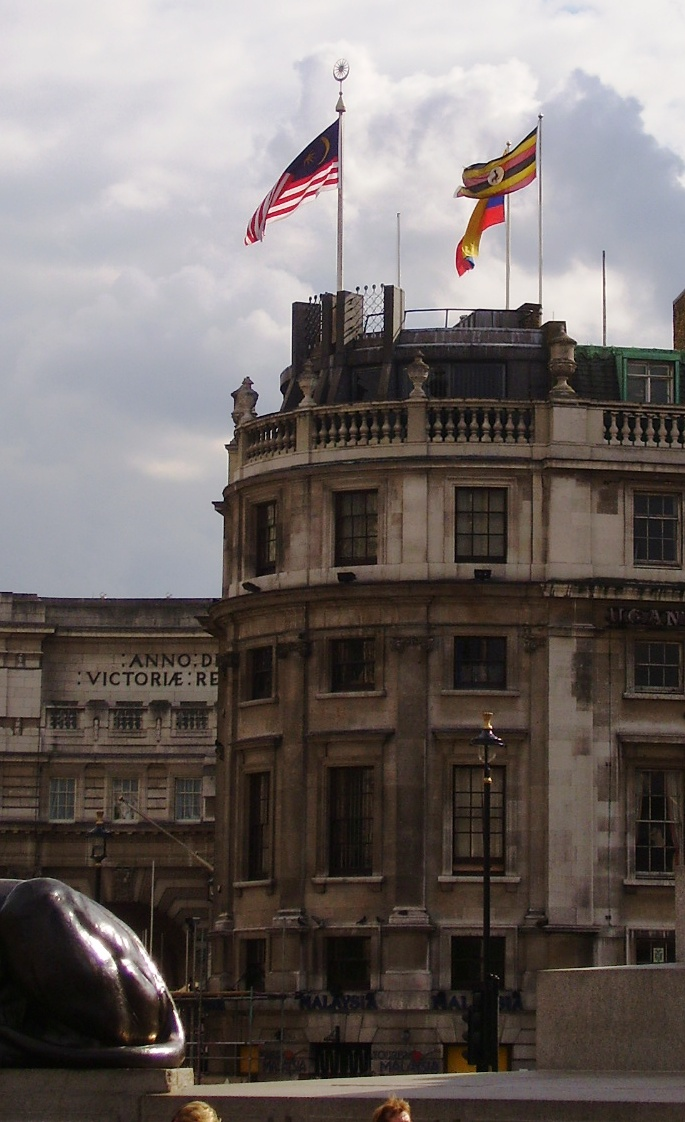
Uganda House en Londres, Reino Unido, sede de las embajadas de Uganda, Ecuador y Malasia en ese país

Durante las protestas de Hong Kong de 2019-2020, Uganda estuvo entre los países africanos que expresaron su apoyo al enfoque de China. En octubre de 2019, el Ministerio de Asuntos Exteriores de Uganda emitió una declaración en la que afirmaba que Uganda "apoya firmemente la política de un país, dos sistemas de la República Popular China en el asunto de Hong Kong y otras áreas" y que "los asuntos de Hong Kong son asuntos internos de China".
Las relaciones entre Uganda y Estados Unidos incluyendo acuerdos bilaterales diplomáticos, económicos, sociales y políticos.
Según el Informe sobre Liderazgo Global de Estados Unidos de 2012, el 79% de los ugandeses aprueba el liderazgo estadounidense, con un 11% de desaprobación y un 10% de incertidumbre.
Aunque las relaciones entre Estados Unidos y Uganda fueron tensas durante el gobierno del dictador Idi Amin en la década de 1970, las relaciones mejoraron tras la caída de Amin. A mediados de 1979, Estados Unidos reabrió su embajada en Kampala. Las relaciones con los gobiernos sucesores fueron cordiales, aunque Milton Obote y su administración rechazaron las fuertes críticas de Estados Unidos a la situación de los derechos humanos en Uganda.

Las relaciones bilaterales entre Estados Unidos y Uganda han sido buenas desde que Museveni asumió el poder, y Estados Unidos ha acogido con satisfacción sus esfuerzos por poner fin a los abusos contra los derechos humanos y llevar a cabo reformas económicas. Uganda apoya firmemente la guerra global contra el terrorismo. Estados Unidos ayuda a Uganda a lograr un crecimiento económico impulsado por las exportaciones a través de la Ley de Crecimiento y Oportunidad en África y le proporciona una importante cantidad de ayuda al desarrollo. Al mismo tiempo, a Estados Unidos le preocupan los continuos problemas de derechos humanos y el ritmo de progreso hacia el establecimiento de un auténtico pluralismo político

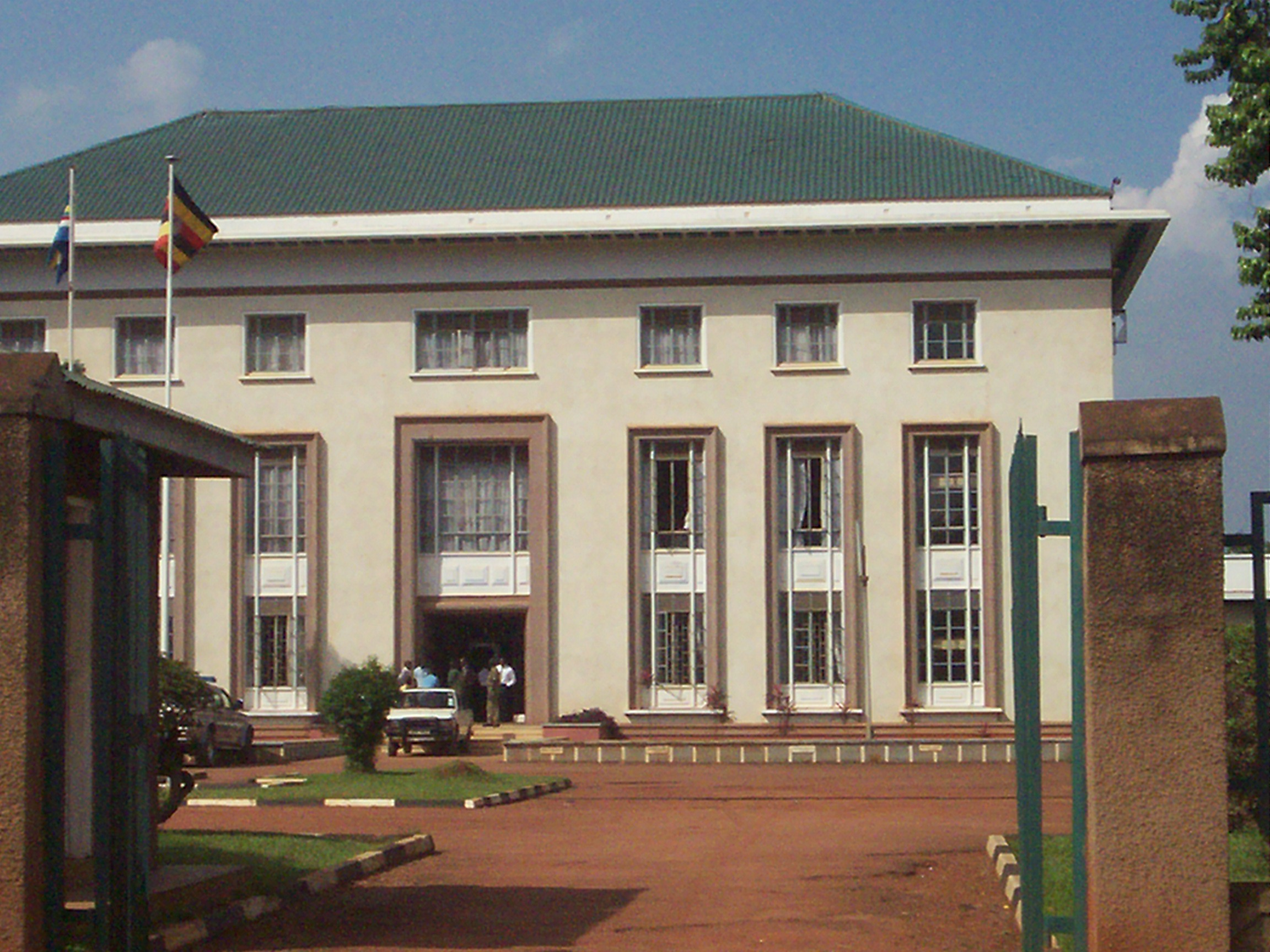
Edificio judicial en Kampala, Uganda

### Corrupción
Transparencia Internacional ha calificado al sector público de Uganda como uno de los más corruptos del mundo. En 2016, Uganda ocupó el puesto 151 de 176 y obtuvo una puntuación de 25 en una escala de 0 (percibido como el más corrupto) a 100 (percibido como limpio).
Los Indicadores Mundiales de Gobernanza de 2015 del Banco Mundial situaron a Uganda en el peor 12 percentil de todos los países. Según el Informe sobre Derechos Humanos de Uganda de 2012 del Departamento de Estado de Estados Unidos, "los Indicadores Mundiales de Gobernanza más recientes del Banco Mundial reflejaban que la corrupción era un problema grave" y que "el país pierde anualmente 768.900 millones de chelines (286 millones de dólares) por la corrupción."
Los parlamentarios ugandeses ganaban en 2014 60 veces más que la mayoría de los empleados del Estado, y pretendían un importante aumento. Esto provocó críticas y protestas generalizadas, incluido el contrabando de dos lechones en el Parlamento en junio de 2014 para poner de manifiesto la corrupción entre los parlamentarios. Los manifestantes, que fueron detenidos, utilizaron la palabra "MPigs" para subrayar su queja. Un escándalo específico, que tuvo importantes consecuencias internacionales y puso de relieve la presencia de corrupción en las oficinas gubernamentales de alto nivel, fue la malversación de 12,6 millones de dólares de fondos de donantes de la Oficina del primer ministro en 2012. Estos fondos estaban "destinados a una ayuda crucial para la reconstrucción del norte de Uganda, asolado por una guerra de 20 años, y Karamoja, la región más pobre de Uganda. "Este escándalo llevó a la UE, Reino Unido, Alemania, Dinamarca, Irlanda y Noruega a suspender la ayuda.

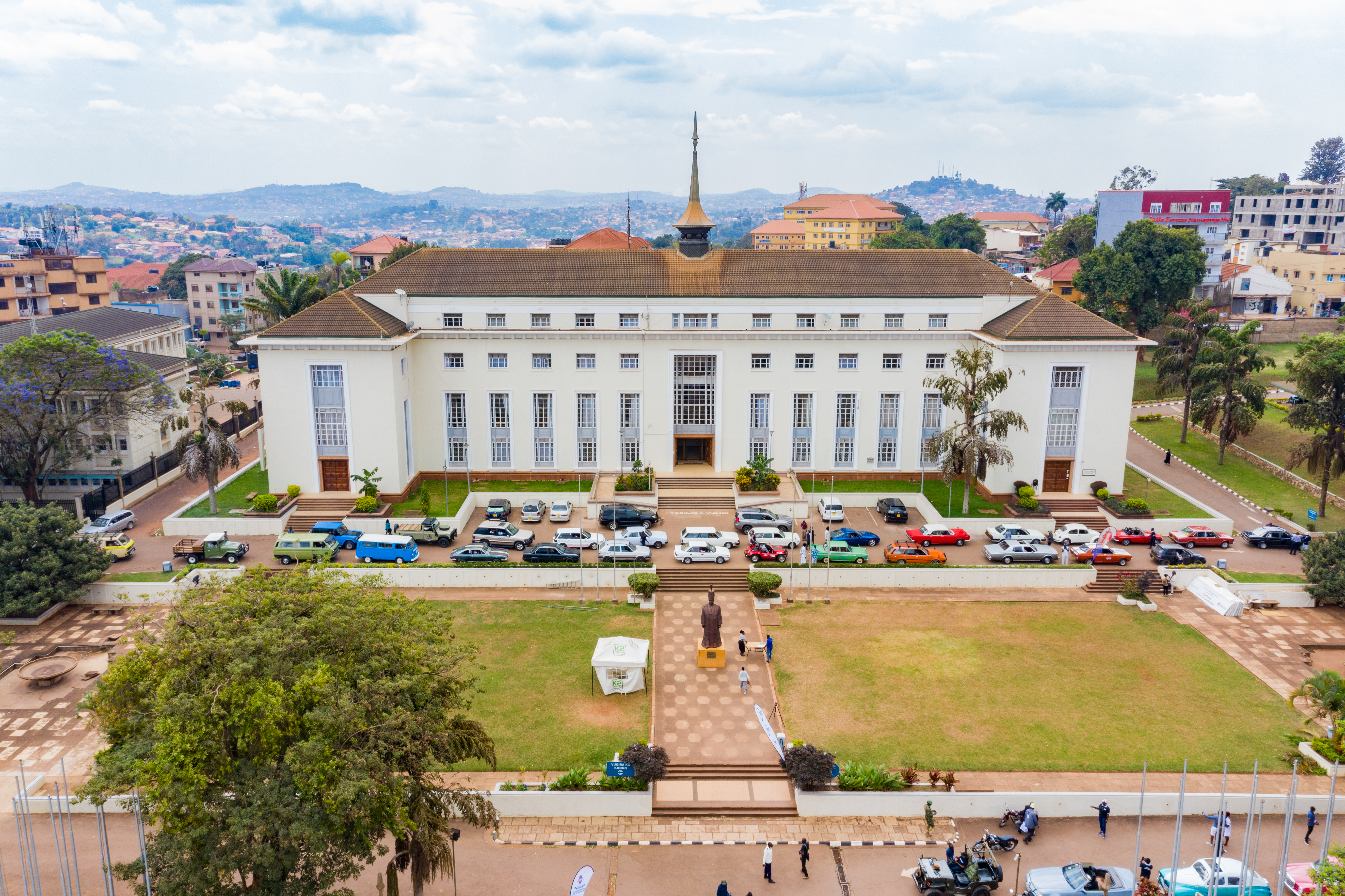
Edificio Judicial de Buganda

La corrupción generalizada, a pequeña y gran escala, de los funcionarios públicos y los sistemas de clientelismo político también han afectado gravemente al clima de inversión en Uganda. Una de las áreas de mayor riesgo de corrupción es la contratación pública, en la que a menudo se exigen pagos en efectivo no transparentes por debajo de la mesa a los funcionarios encargados de la contratación.
Lo que puede acabar agravando este problema es la disponibilidad de petróleo. La Ley del Petróleo, aprobada por el Parlamento en 2012 y promocionada por el NRM como una medida que aportaría transparencia al sector petrolero, no ha gustado a los comentaristas políticos y economistas nacionales e internacionales. Por ejemplo, Angelo Izama, analista de energía ugandés de la Open Society Foundation, con sede en EE. UU., afirmó que la nueva ley equivalía a "entregar un cajero automático" a Museveni y su régimen. Según Global Witness en 2012, una organización no gubernamental dedicada al derecho internacional, Uganda cuenta ahora con "reservas de petróleo que tienen el potencial de duplicar los ingresos del Gobierno en un plazo de seis a diez años, por un valor estimado de 2.400 millones de dólares al año".

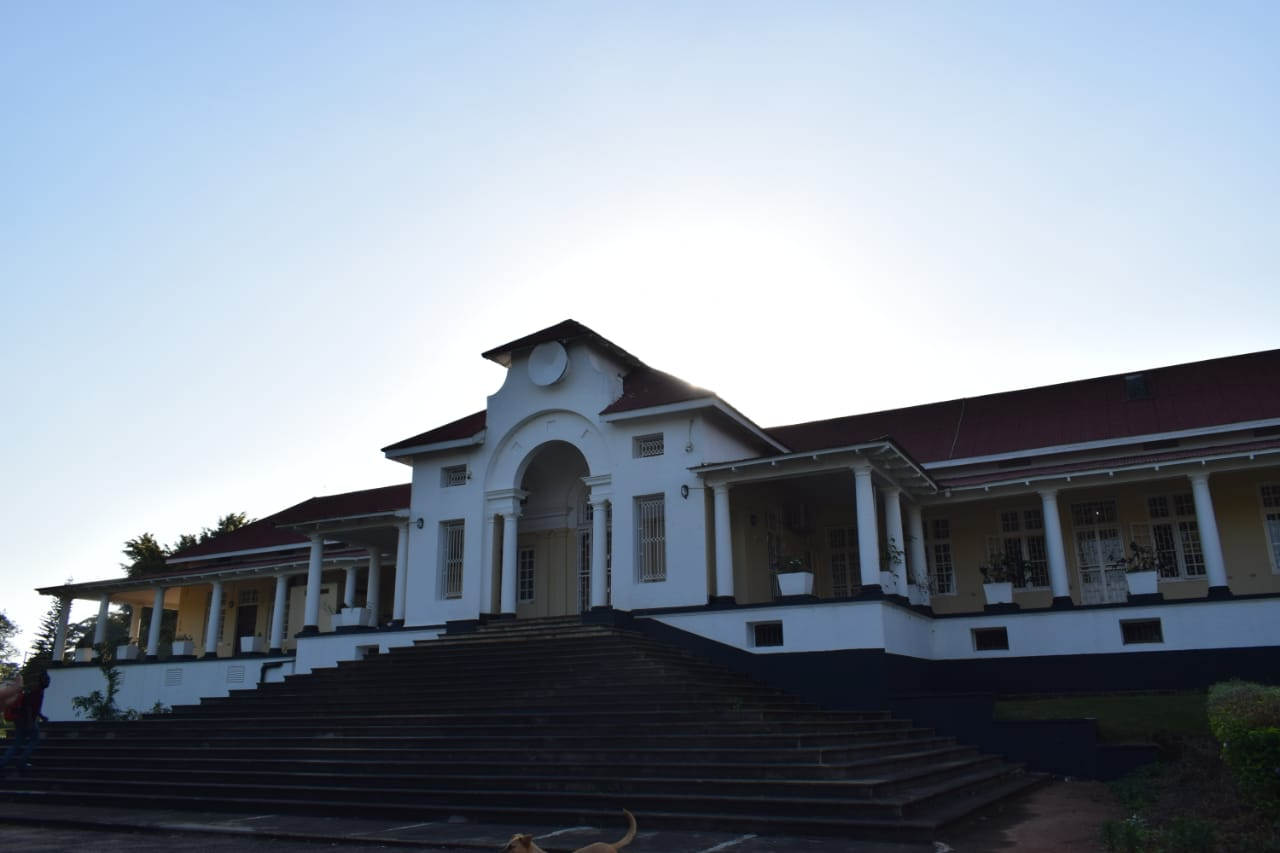
Consejo Legislativo de Uganda

La Ley (Enmienda) de Organizaciones No Gubernamentales, aprobada en 2006, ha ahogado la productividad de las ONG al erigir barreras a la entrada, la actividad, la financiación y la reunión dentro del sector. Los onerosos y corruptos procedimientos de registro (es decir, la exigencia de recomendaciones de funcionarios del gobierno; el nuevo registro anual), la regulación poco razonable de las operaciones (es decir, la exigencia de notificación al gobierno antes de establecer contacto con personas en el área de interés de la ONG) y la condición previa de que todos los fondos extranjeros pasen por el Banco de Uganda, entre otras cosas, están limitando gravemente la producción del sector de las ONG. Además, la libertad de expresión del sector se ha visto continuamente vulnerada mediante el uso de la intimidación, y el reciente proyecto de ley de gestión del orden público (que limita gravemente la libertad de reunión) no hará sino aumentar el arsenal de munición del gobierno.

## Organización territorial

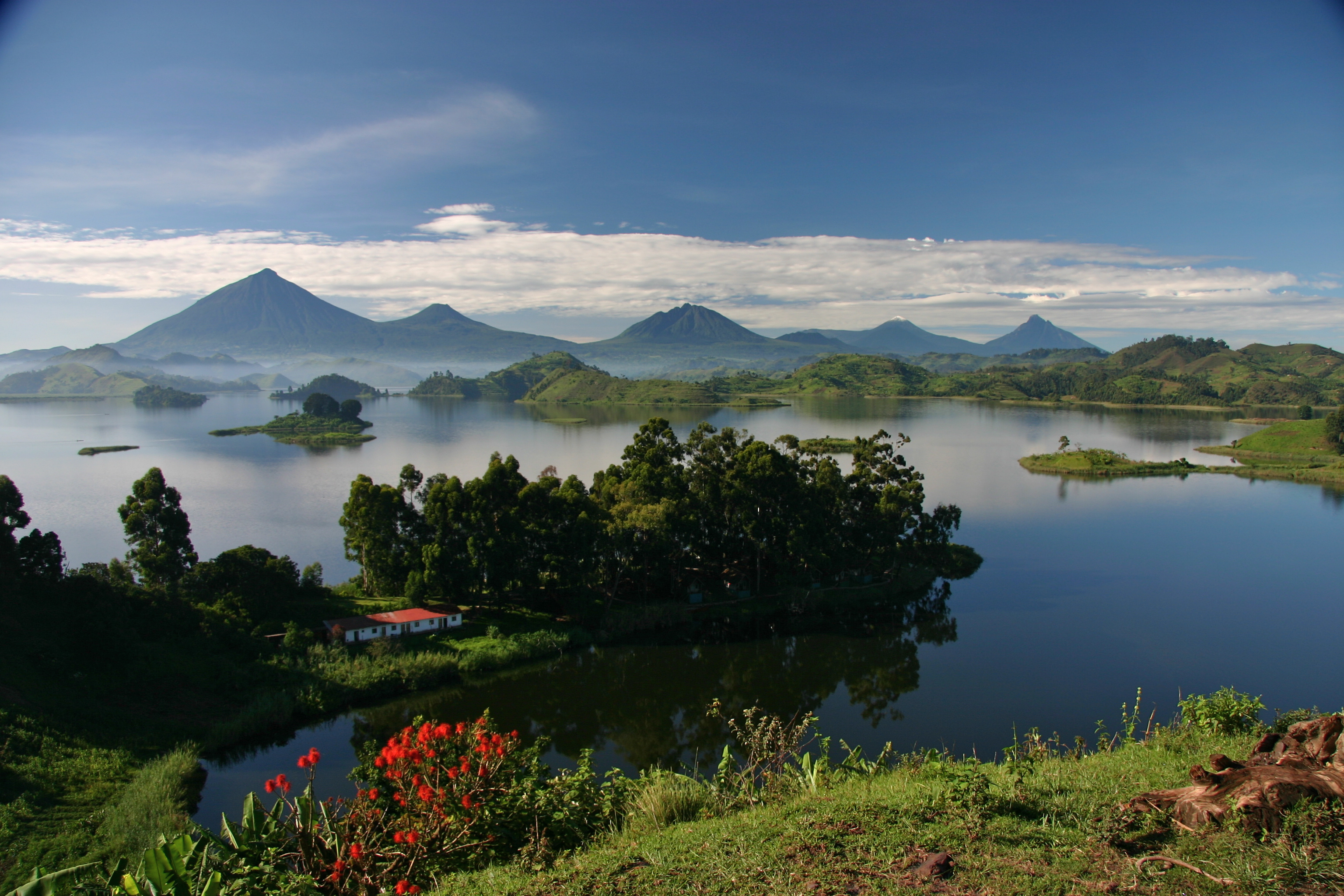
Lago Mutanda en el distrito de Kisoro

En 2018 se decidió incrementar el número de distritos a ciento veintiuno y mantener una ciudad autónoma (Kampala). Varios distritos se han visto reducidos en su territorio a causa de la creación de las nuevas divisiones administrativas. A raíz de esa medida desapareció el Distrito de Nyadri, ya que la totalidad de su extensión territorial se subdividió en un nuevo distrito.

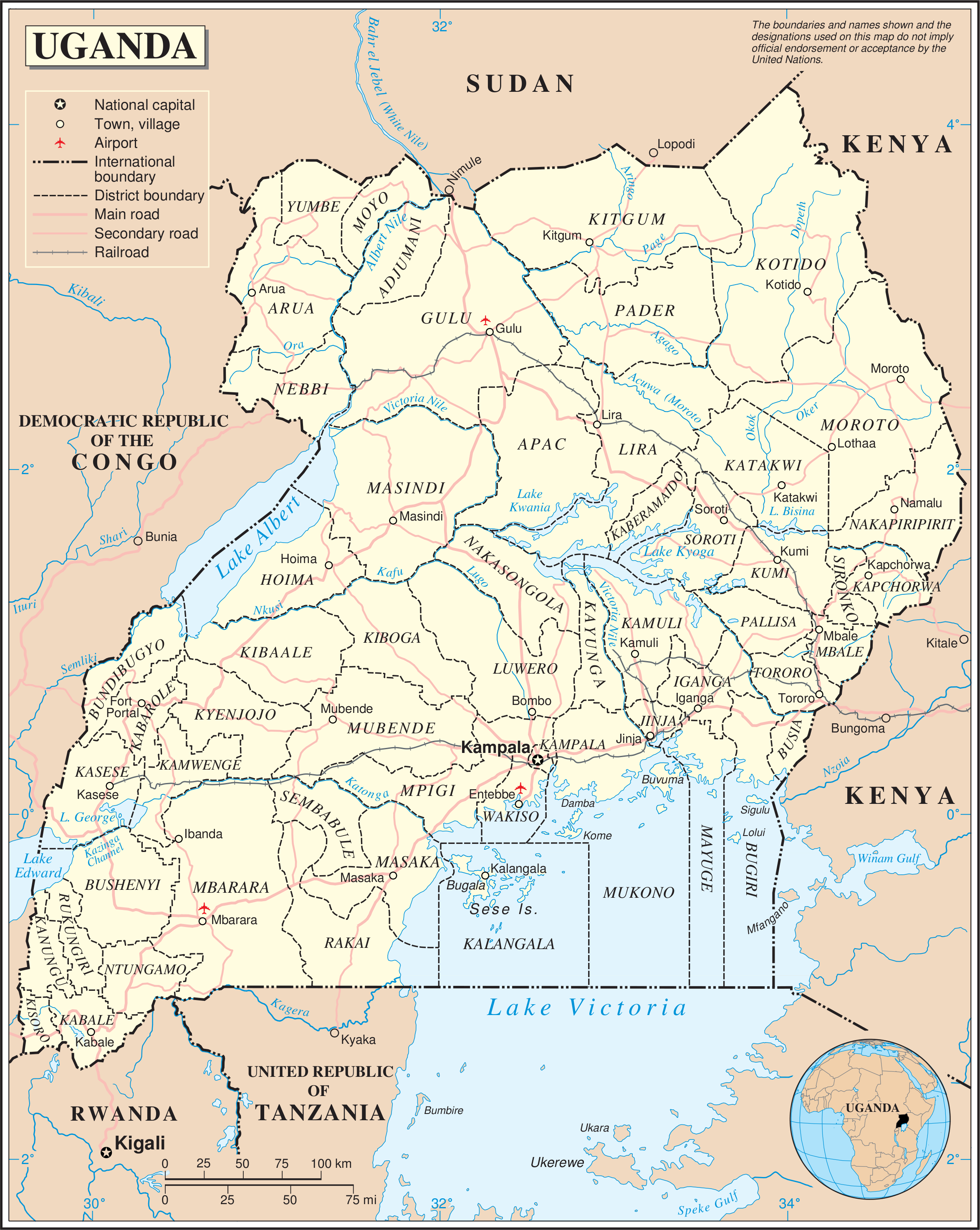
Mapa de Uganda.

| - Abim - Adjumani - Agago - Alebtong - Amolatar - Amudat - Amuria - Amuru - Apac - Arua - Budaka - Bududa - Bugiri | - Buhweju - Buikwe - Bukedea - Bukomansimbi - Bukwo - Bulambuli - Buliisa - Bundibugyo - Busehnyi - Busia - Busiki - Butaleja - Butambala | - Buvuma - Buyende - Dokolo - Gomba - Gulu - Hoima - Ibanda - Iganga - Isingiro - Jinja - Kaabong - Kabale - Kabarole | - Kaberamaido - Kalangala - Kaliro - Kalungu - Kampala - Kamuli - Kamwenge - Kanungu - Kapchorwa - Kasese - Katakwi - Kayunga - Kibaale | - Kiboga - Kibuku - Kiruhura - Kiryandongo - Kisoro - Kitgum - Koboko - Kole - Kotido - Kumi - Kween - Kyankwanzi - Kyegegwa | - Kyenjojo - Lamwo - Lira - Luuka - Luwero - Lwengo - Lyantonde - Manafwa - Maracha - Masaka - Masindi - Mayuge - Mbale | - Mbarara - Mitooma - Mityana - Moroto - Moyo - Mpigi - Mubende - Mukono - Nakapiripirit - Nakaseke - Nakasongola - Namayingo - Napak | - Nebbi - Ngora - Ntoroko - Ntungamo - Nwoya - Otuke - Oyam - Pader - Pallisa - Rakai - Rubirizi - Rukungiri - Sembabule | - Serere - Sheema - Sironko - Soroti - Tororo - Wakiso - Yumbe - Zombo |

## Geografía

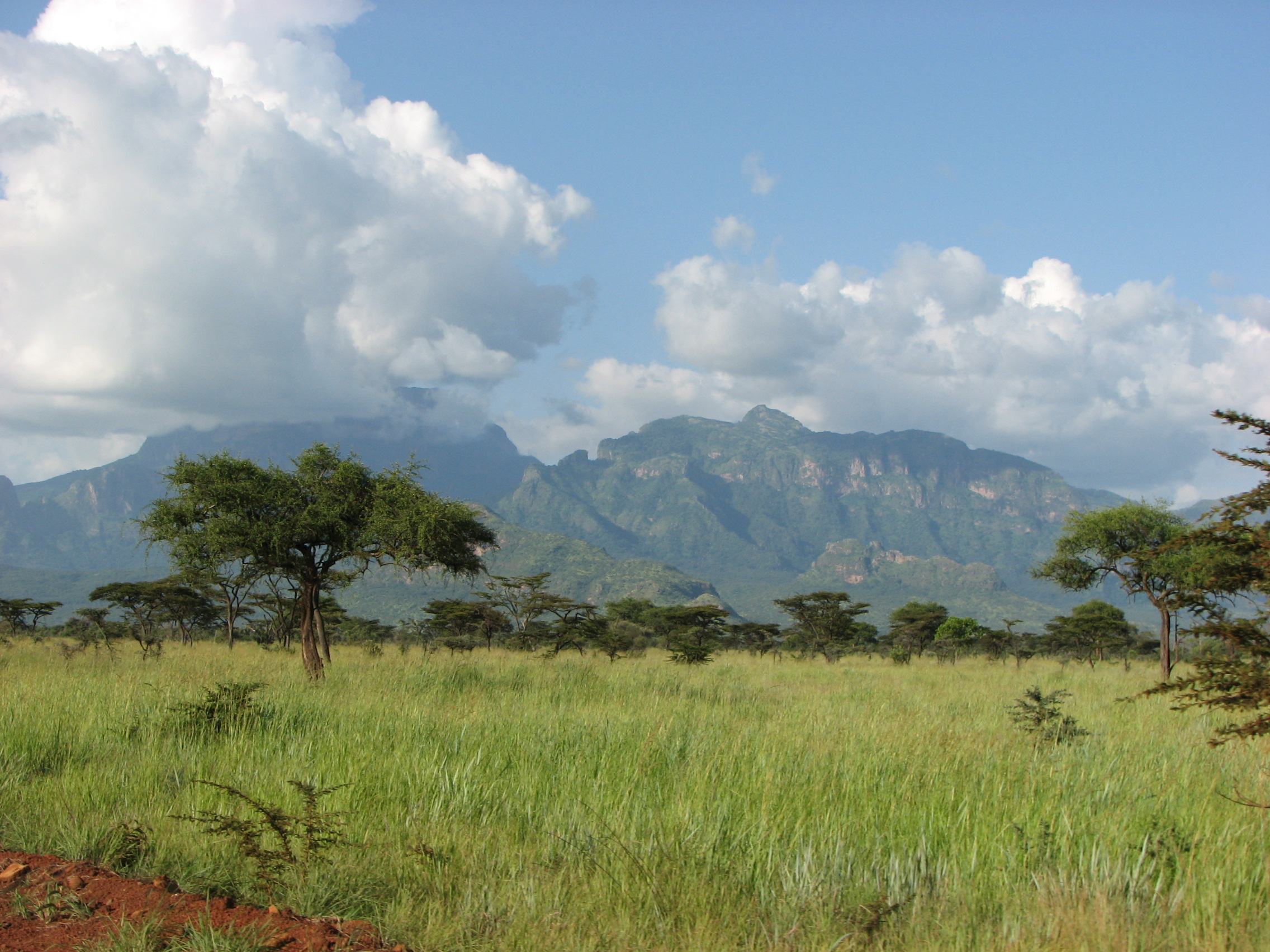
El monte Kadam en Uganda.

Uganda se encuentra situada en el este de África. Limita al norte con Sudán del Sur, al oeste con la República Democrática del Congo, al sur con Ruanda y Tanzania y al este con Kenia. Las ciudades más importantes del país se encuentran en el sur y entre ellas destacan la capital Kampala y Entebbe. El país se halla sobre una meseta con una elevación media de 900 m sobre el nivel del mar. La mayor altitud del país es el monte Stanley de 5109 m.

Aunque Uganda no tiene salida al mar, en ella se encuentran los lagos Victoria, Alberto, Kyoga y Eduardo. El mayor de ellos es el lago Victoria, en el que Uganda posee varias islas y que sirve de frontera con Kenia y Tanzania. Del lago Victoria nace uno de los ramales del Nilo. Aunque el clima es tropical, hay diferencias entre las distintas regiones del país.

Ubicación de Uganda

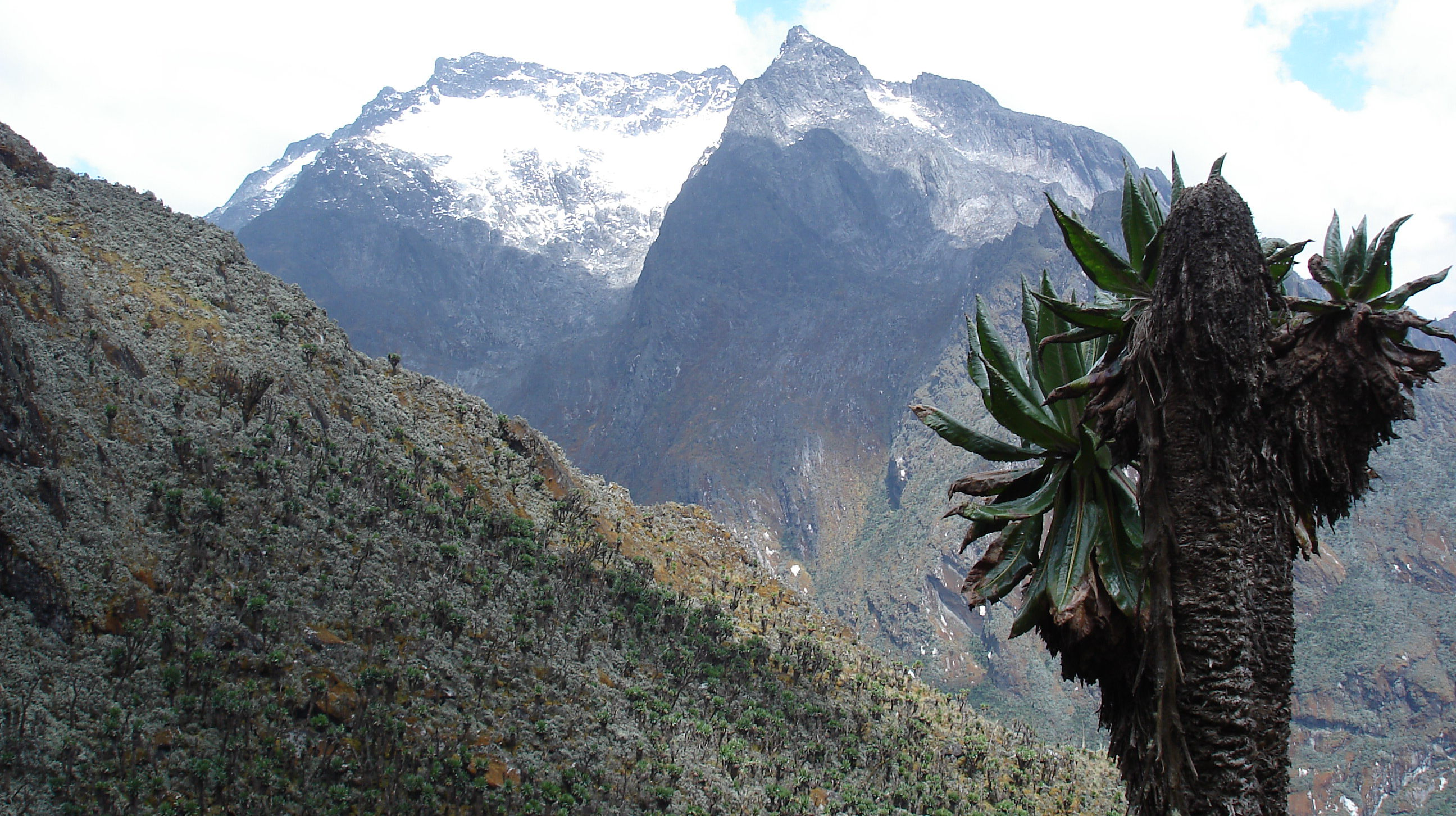
Los glaciares de las montañas Rwenzori, como estos del monte Speke, se están derritiendo debido al cambio climático.

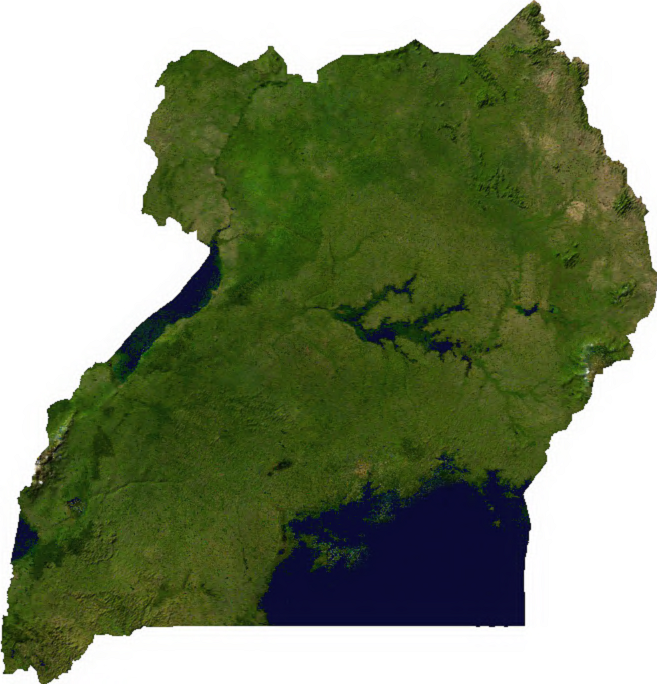
Un mapa satelital de Uganda.
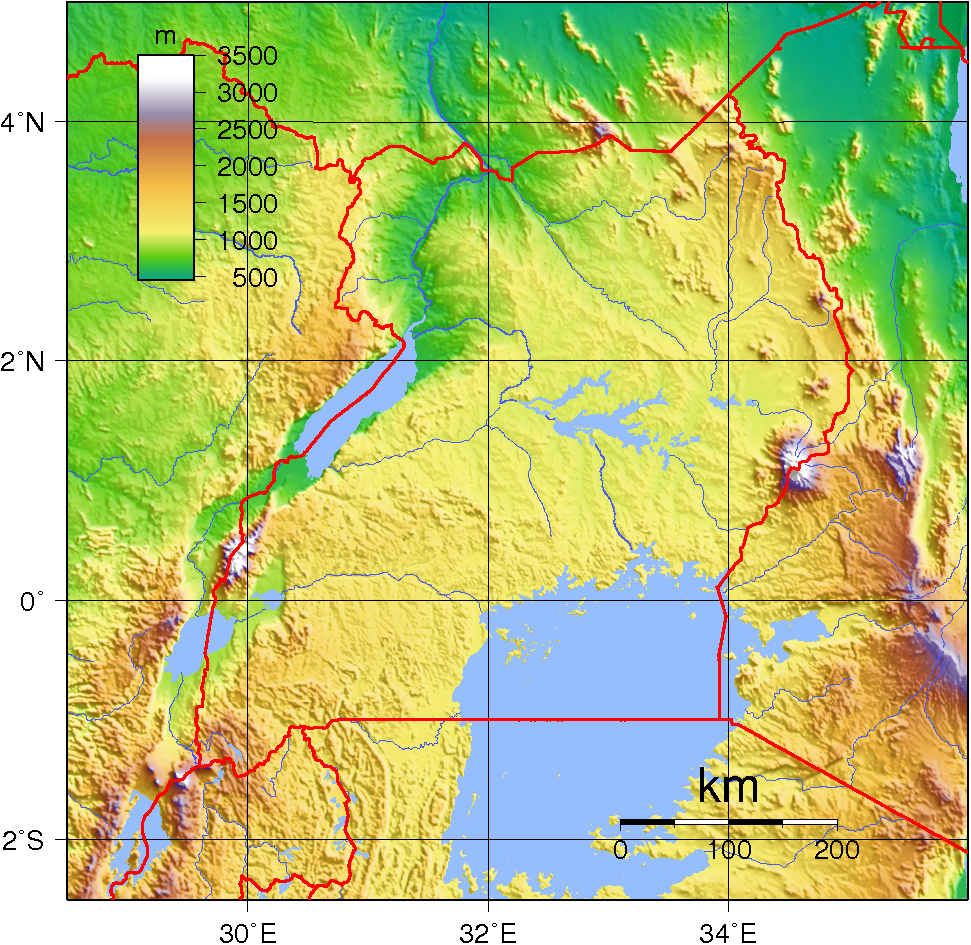
Un mapa topográfico de Uganda.
Mapa de Uganda de la clasificación climática de Köppen.

### Ecología

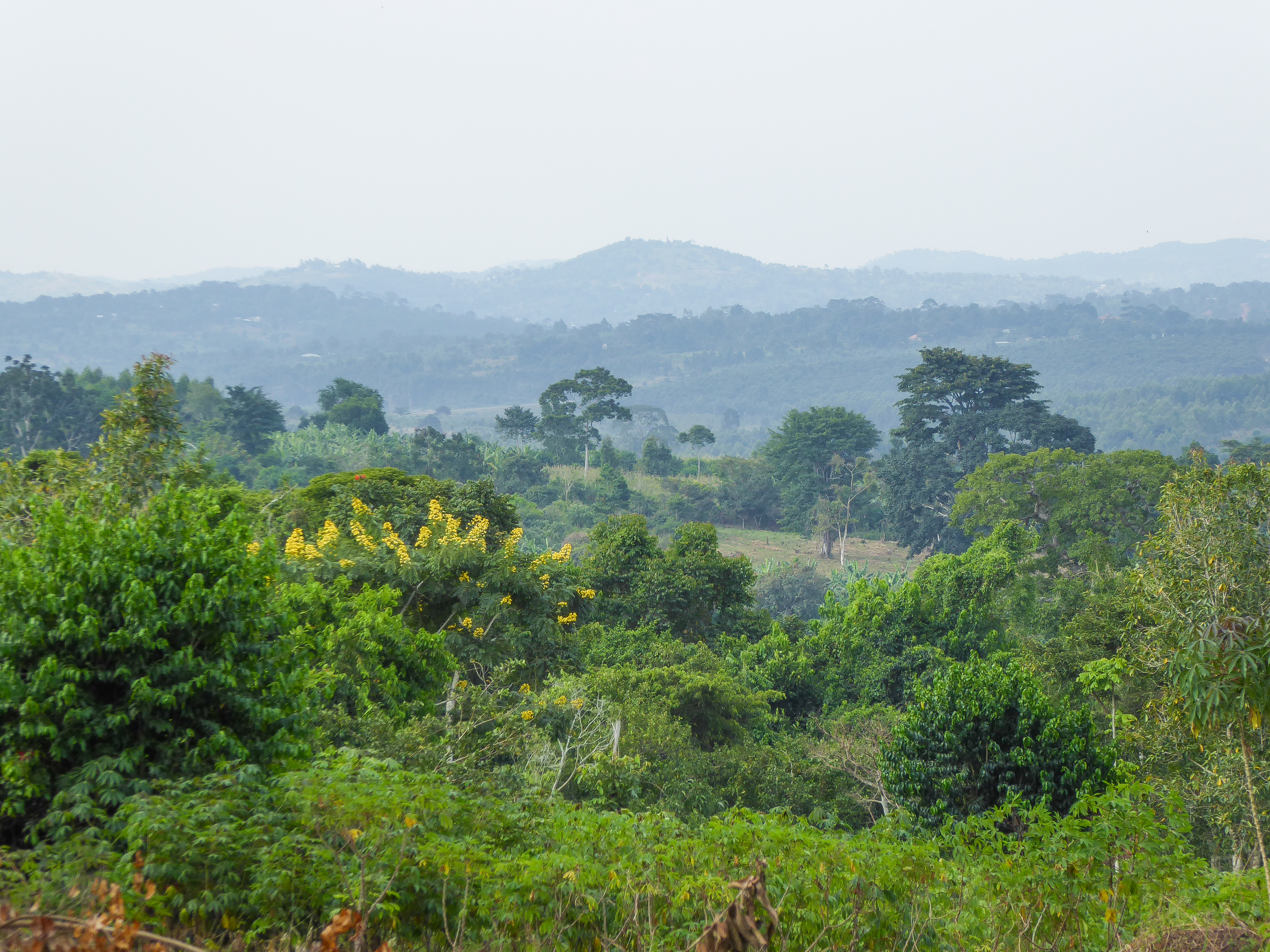
Paisaje en Mbazzi

La mayor parte de Uganda corresponde al bioma de sabana. El WWF distingue varias ecorregiones:
- Sabana sudanesa oriental en el norte
- Mosaico de selva y sabana del norte del Congo en el noroeste
- Sabana arbustiva de Kenia en el nordeste
- Mosaico de selva y sabana de la cuenca del lago Victoria en el centro y sur del país

Las zonas montañosas están cubiertas de selvas y, a mayor altitud, praderas de montaña:
- Selva montana de la falla Albertina y páramo de los montes Ruwenzori y Virunga al oeste
- Selva montana de África oriental y páramo montano de África oriental al este

### Medio Ambiente

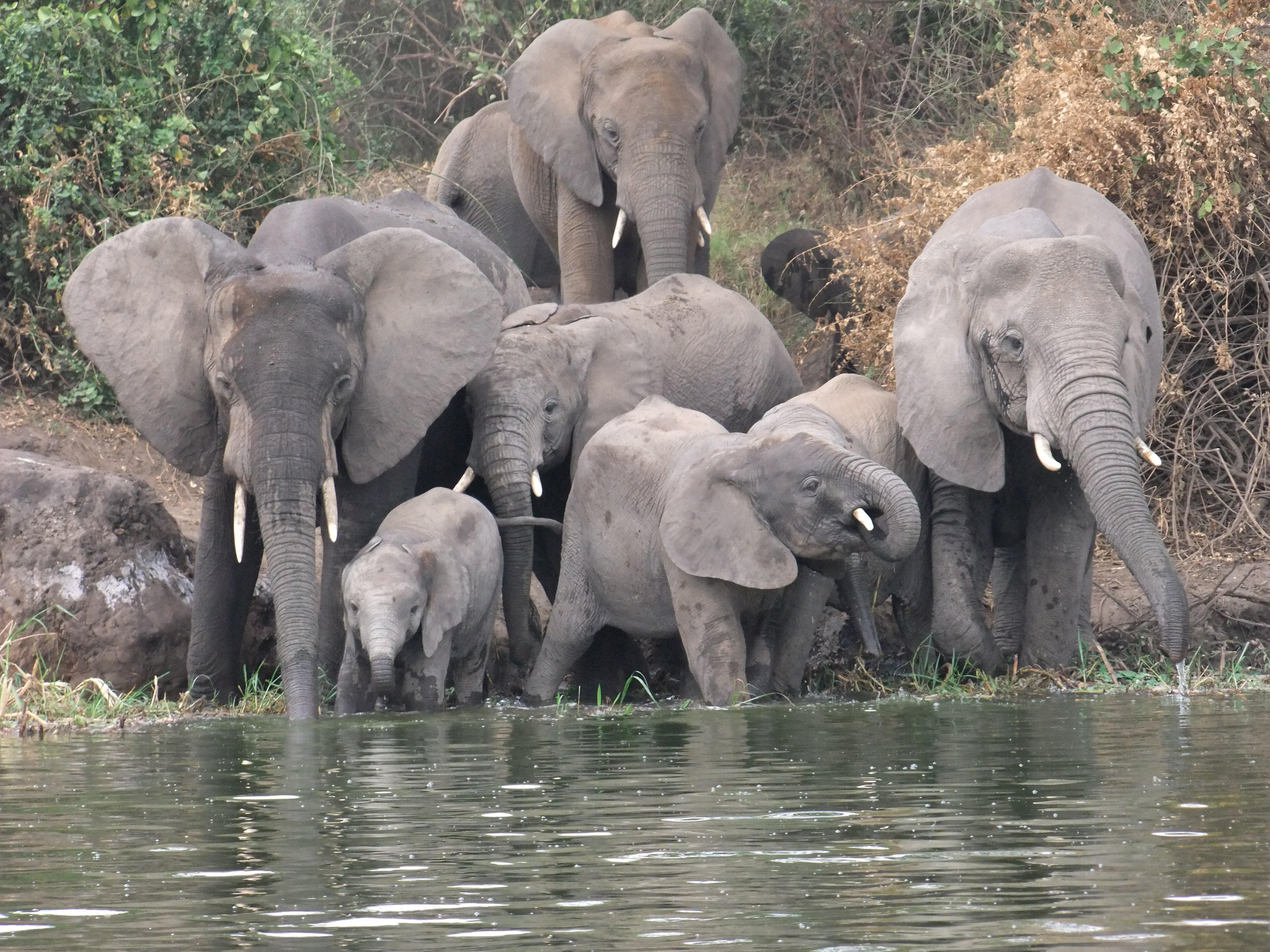
Elefantes en el parque nacional Reina Isabel

Nueve parques nacionales y seis reservas de caza atestiguan la belleza natural del país y el deseo de protegerla. Están repartidos por todo el país y la mayoría se encuentran cerca de las fronteras y no en el centro. Como resultado, se protegen diferentes paisajes y comunidades. A continuación se destacan brevemente algunos de los parques.
El parque nacional Reina Isabel se caracteriza por su ubicación al pie de los montes Rwenzori y por los lagos Edward y George. Los hipopótamos y los pelícanos llaman la atención, mientras que la presencia de búfalos africanos, elefantes, leones, diversos antílopes y más de 600 especies de aves dan fe de la diversidad ecológica de la zona.
El parque nacional de Rwenzori tiene por objeto proteger las regiones montañosas y glaciares de los montes Rwenzori, una de las fuentes del Nilo, con su flora única.

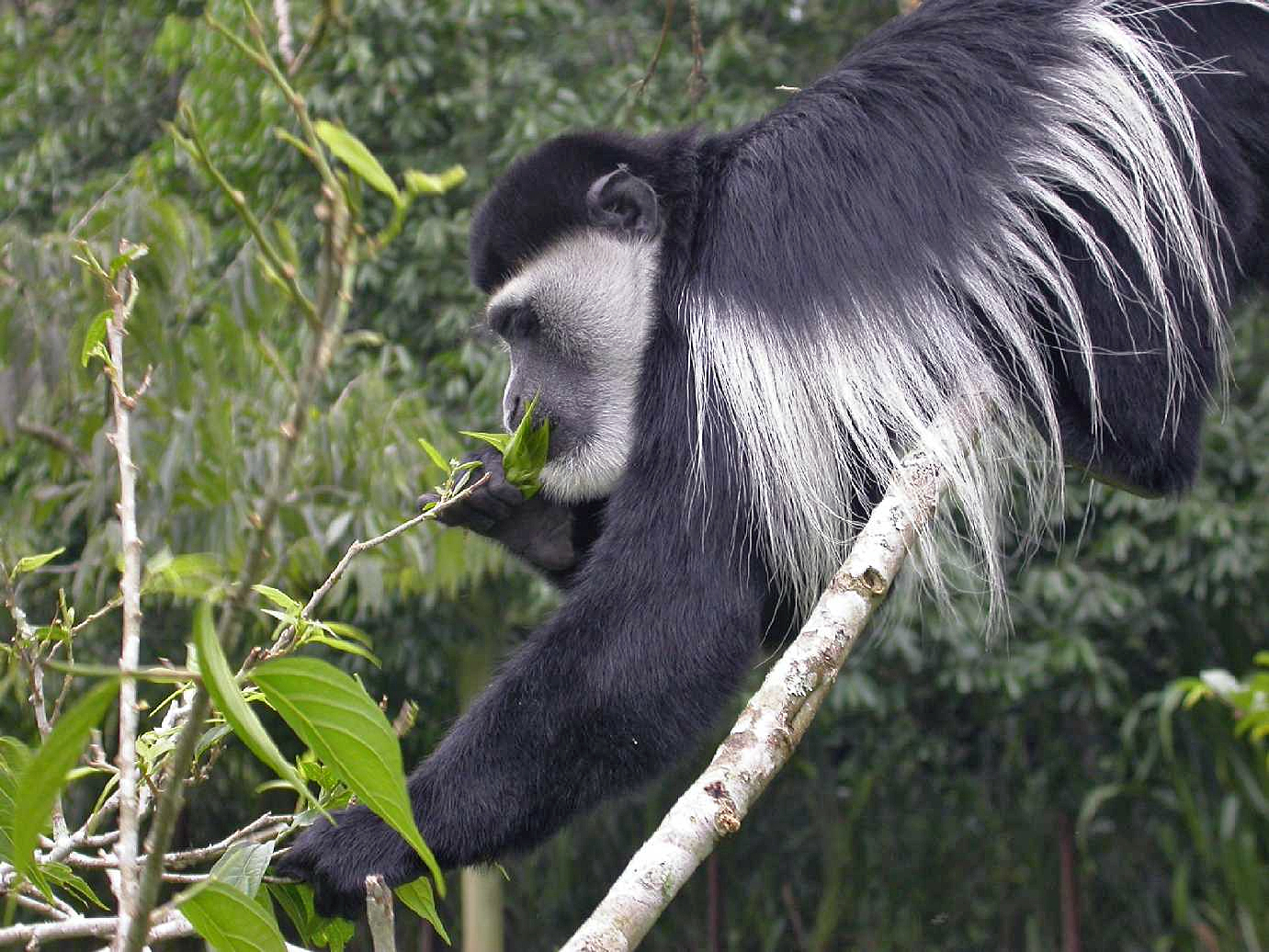
Un guereza abisinio o colobo oriental negro y blanco (Colobus guereza) en el parque nacional Kibale

La mayor zona protegida del país se extiende por el parque nacional de las cataratas Murchison. Este parque debe su nombre a una espectacular cascada del Nilo, hogar de cocodrilos e hipopótamos del Nilo. Una característica especial de esta zona protegida es la rara jirafa de Uganda (también conocida como jirafa de Rothschild).
El parque nacional de Kibale es conocido por sus chimpancés habituados. Sus selvas tropicales albergan un total de 13 especies de primates (entre ellos el mono colobo rojo y el mono de cola larga oriental), así como una gran población de elefantes de bosque. Abarca 766 km² y está situado a unos 40 km al sur de Fort Portal.
El parque nacional de Bwindi alberga una de las dos únicas poblaciones de gorilas de montaña que quedan en el mundo. Una señal de la creciente importancia de los gorilas de la selva tropical de Bwindi y del parque nacional del Gorila de Mgahinga para el turismo es el hecho de que los animales en peligro de extinción adornaran el reverso del billete más alto del país en 2007 y 2010.
El drenaje de los humedales, la deforestación, el pastoreo excesivo y otros usos negativos tienen un efecto perjudicial sobre la naturaleza y el medio ambiente. Los jacintos de agua exóticos proliferan en el lago Victoria. La introducción de la perca del Nilo en el lago Victoria para aumentar el rendimiento pesquero ha provocado la extinción de numerosas especies endémicas de peces, sobre todo cíclidos, mientras que otras especies están amenazadas. Se trata de una catástrofe ecológica y un ejemplo de falsa "ayuda al desarrollo" cuyos daños superan a los beneficios.
Uganda ha firmado el Protocolo de Kioto sobre el cambio climático y otros muchos acuerdos medioambientales y de conservación de la naturaleza.

## Economía

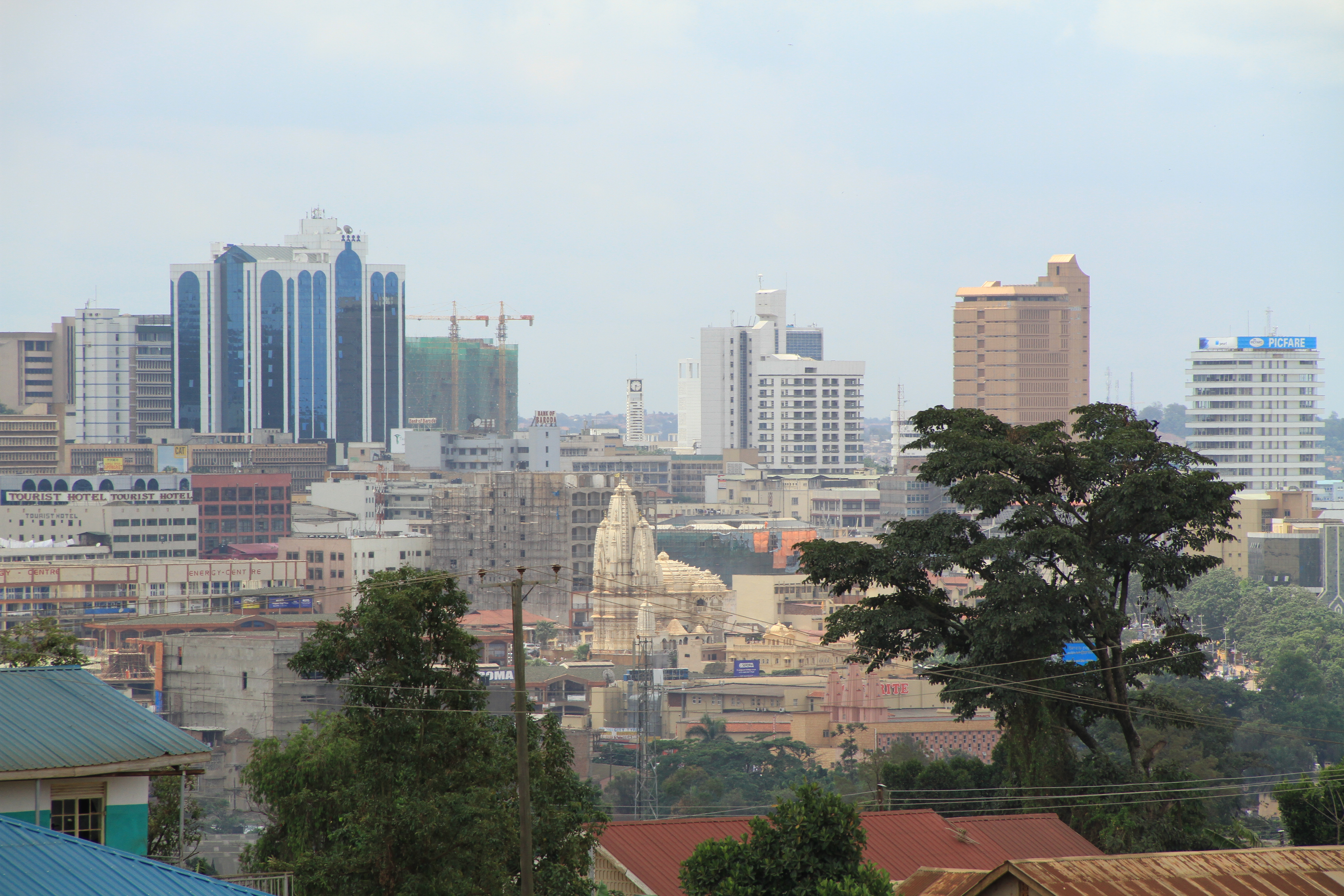
El centro de Kampala, la capital del país.

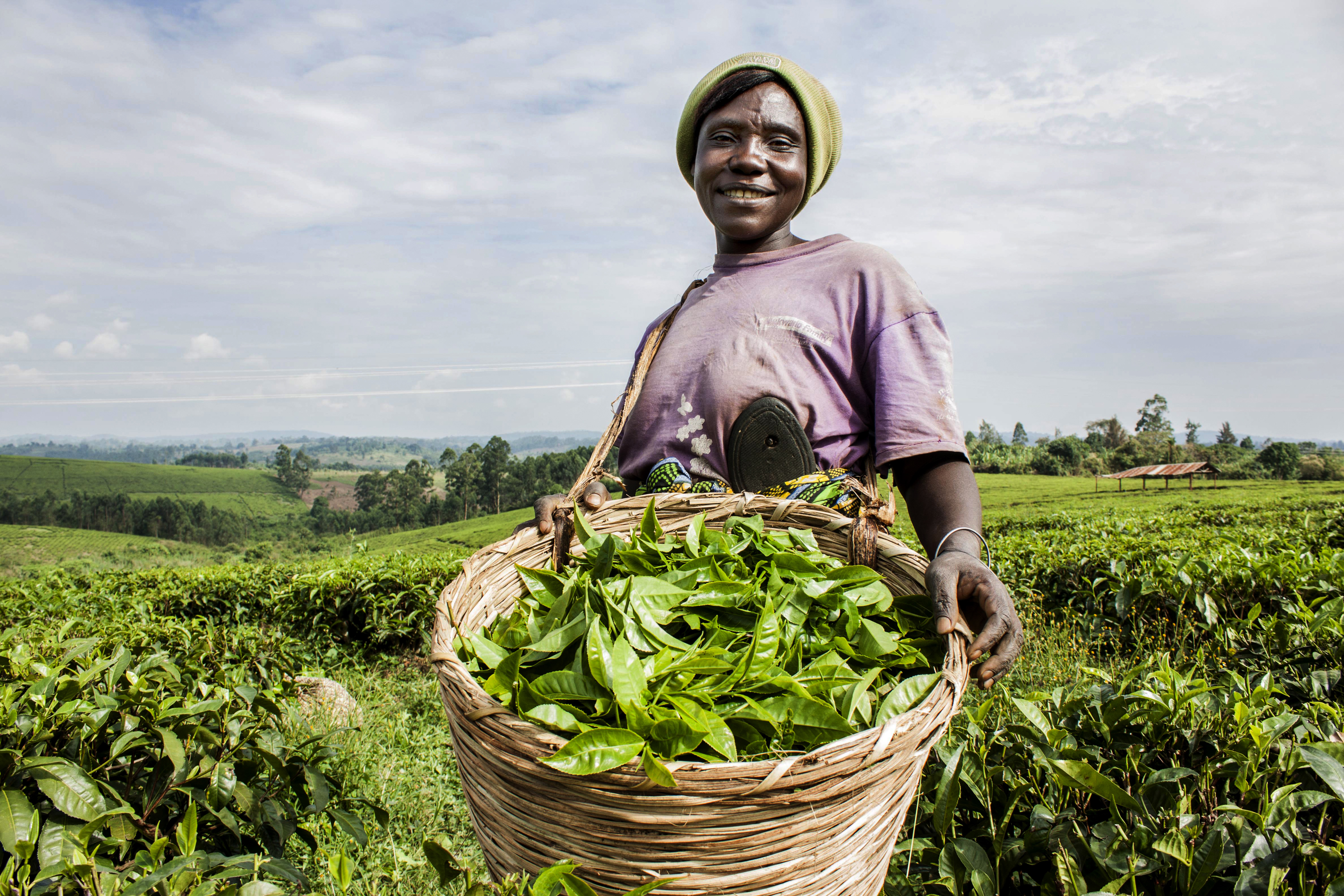
Plantación de té en Uganda

Uganda tiene considerables recursos naturales: suelos fértiles, lluvias regulares y grandes yacimientos de cobre y cobalto. La agricultura es el sector más importante de la economía. Da empleo a más del 80% de la fuerza de trabajo y el ingreso más significativo procede de la exportación de café. Desde 1986 el gobierno, con el apoyo de otros países y agencias internacionales, han tomado medidas para rehabilitar una economía diezmada durante el régimen de Idi Amin y la posterior guerra civil. Destacan, entre otras, una reforma monetaria, el alza de los precios para los productores de los cultivos de exportación, incrementos en el precio de los productos del petróleo y mejoras salariales en la administración estatal. La política de reformas tiene como objetivo reducir la inflación, alentar la producción y mejorar la balanza de pagos.
Durante 1990-2001, la economía tuvo un desarrollo sólido, basado en la inversión continua para la rehabilitación de la infraestructura, la mejora de los incentivos a la producción y las exportaciones, la reducción de la inflación, la mejora gradual de la seguridad interna y el regreso de empresarios exiliados.
La implicación de Uganda en la guerra de la República Democrática del Congo, la corrupción gubernamental y la demora de la determinación del gobierno para instaurar reformas son factores que ponen en tela de juicio la continuidad del fuerte crecimiento. En el año 2000, Uganda logró satisfacer los requisitos para incorporarse a la Iniciativa para los Países Pobres Muy Endeudados (PPME), lo que le valió una condonación de deuda de 1300 millones de dólares, más otros 145 millones que canceló el Club de París.
Según los datos del FMI, en 2016, el PIB per cápita de Uganda alcanzaba más de 2000 dólares, valor mucho más alto que los registrados en las décadas de los ochenta y noventa. El PIB total (cifras de 2017) es de 91.212 millones de dólares.

Según el Índice mundial de innovación, a cargo de la Organización Mundial de la Propiedad Intelectual, en 2024, Uganda se ubicó en lugar 121 en innovación entre 133 países del mundo;mientras que en 2023 ocupó el lugar 121 y el lugar 119 en 2022.

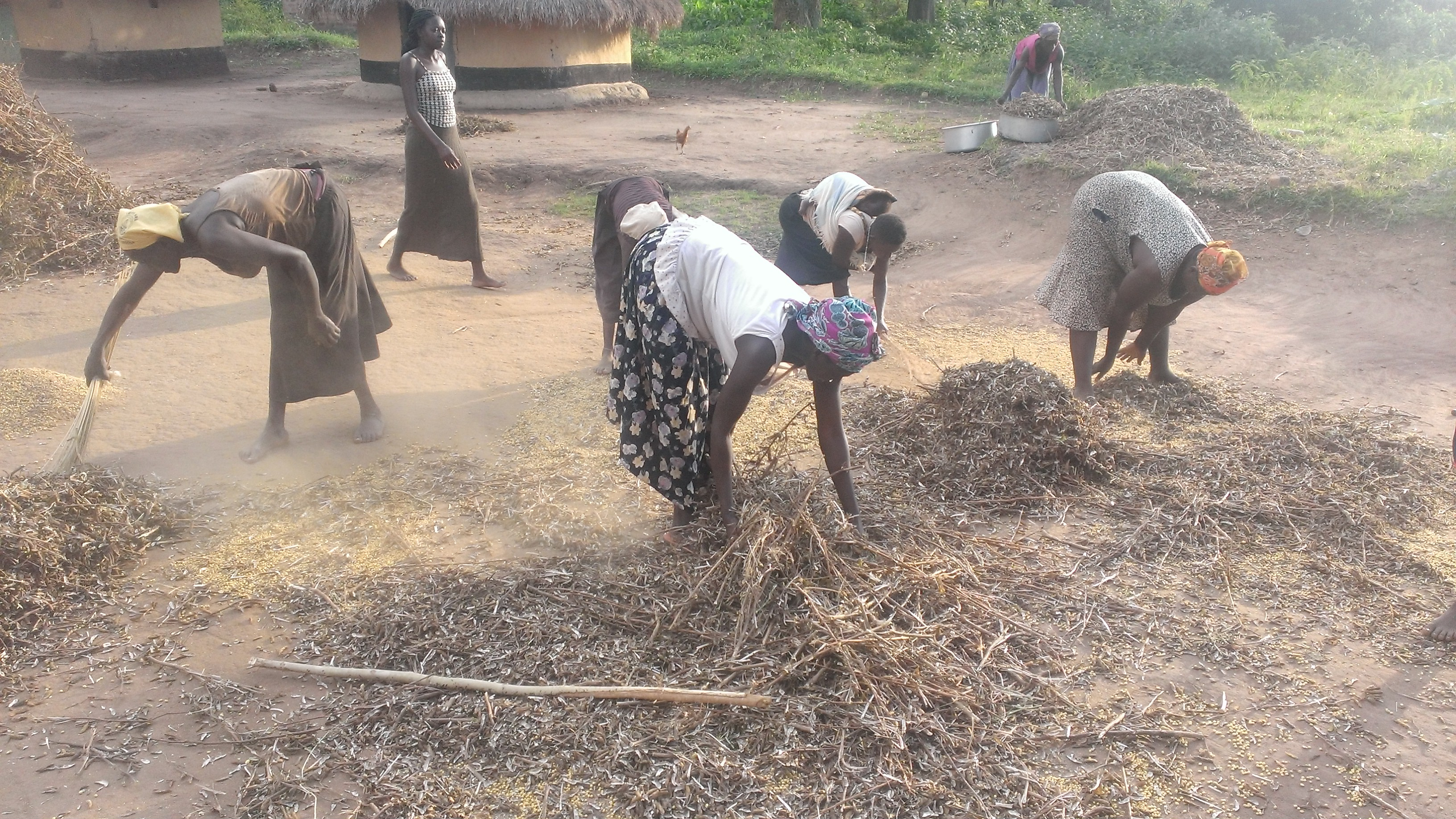
Mujeres que luchan contra la inseguridad alimentaria durante las cosechas en la estación seca

### Pobreza
Uganda es una de las naciones más pobres del mundo. En 2012, el 37,8 por ciento de la población vivía con menos de 1,25 dólares al día. A pesar de los enormes avances logrados en la reducción de la incidencia de la pobreza en todo el país, del 56 por ciento de la población en 1992 al 24,5 por ciento en 2009, la pobreza sigue muy arraigada en las zonas rurales del país, donde vive el 84 por ciento de los ugandeses.
Los habitantes de las zonas rurales de Uganda dependen de la agricultura como principal fuente de ingresos y el 90% de las mujeres rurales trabajan en el sector agrícola. Además del trabajo agrícola, las mujeres rurales son responsables del cuidado de sus familias. La mujer ugandesa media dedica 9 horas al día a las tareas domésticas, como preparar la comida y la ropa, buscar agua y leña, y cuidar de los ancianos, los enfermos y los huérfanos. Por ello, las mujeres trabajan de media más horas que los hombres, entre 12 y 18 horas al día, con una media de 15 horas, frente a los hombres, que trabajan entre 8 y 10 horas diarias.

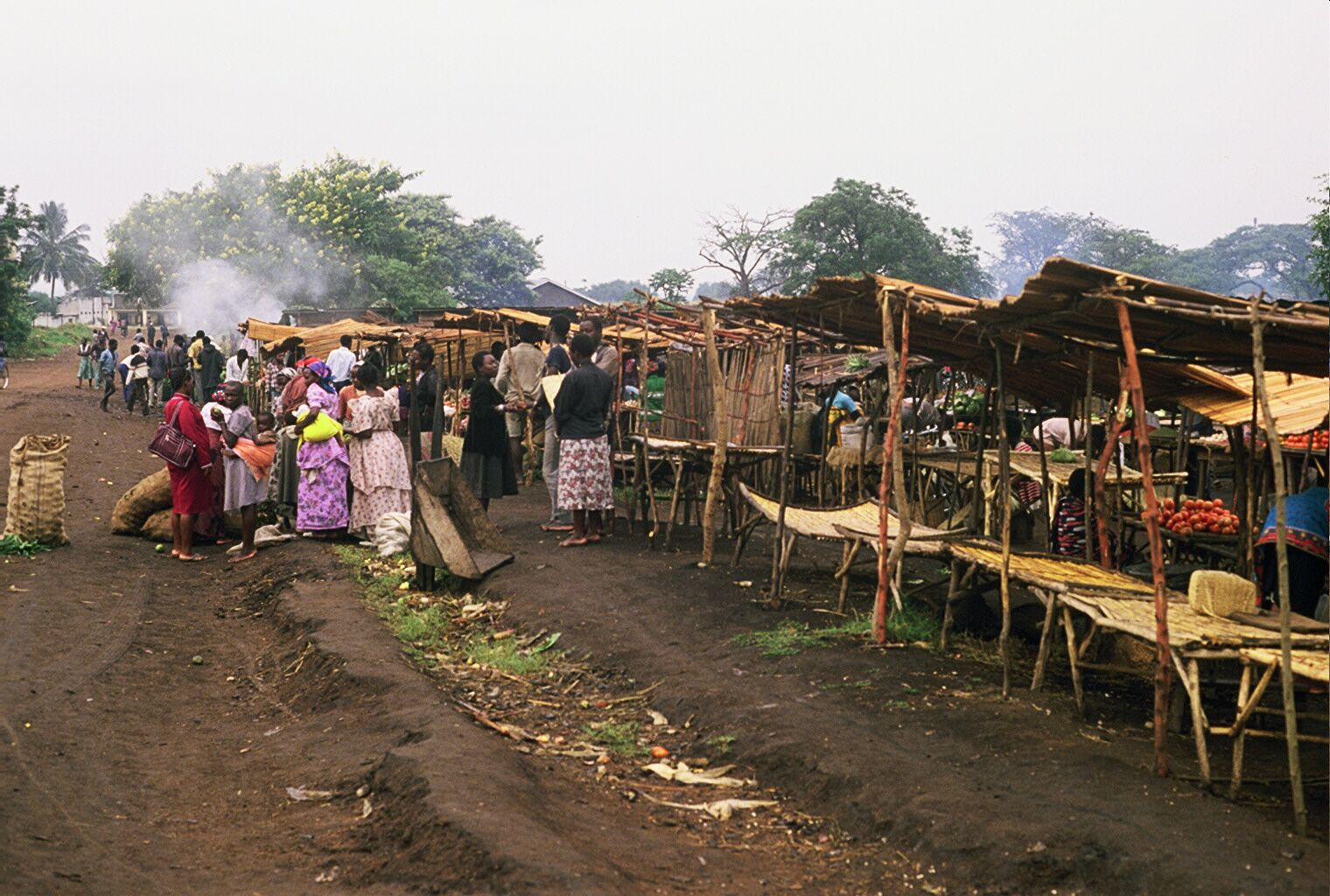
Mercado tradicional en el suroeste de Uganda.

Para complementar sus ingresos, las mujeres rurales pueden dedicarse a actividades empresariales a pequeña escala, como la cría y venta de animales de razas locales. Sin embargo, debido a su pesada carga de trabajo, disponen de poco tiempo para estas actividades generadoras de ingresos. Los pobres no pueden mantener a sus hijos en la escuela y, en la mayoría de los casos, las niñas abandonan los estudios para ayudar en las tareas domésticas o para casarse. Otras se dedican al trabajo sexual. Como consecuencia, las jóvenes tienden a tener parejas mayores y con más experiencia sexual, lo que expone a las mujeres a un riesgo desproporcionado de verse afectadas por el VIH, ya que representan alrededor del 5,7% de todos los adultos que viven con el VIH en Uganda.
La salud materna en las zonas rurales de Uganda va a la zaga de las metas de las políticas nacionales y de los Objetivos de Desarrollo del Milenio, y la inaccesibilidad geográfica, la falta de transporte y las cargas financieras se han identificado como limitaciones clave del lado de la demanda para acceder a los servicios de salud materna; por ello, se han adoptado intervenciones como los mecanismos de transporte intermedio como medio para mejorar el acceso de las mujeres a los servicios de salud materna en las regiones rurales del país.
La desigualdad de género es el principal obstáculo para reducir la pobreza de las mujeres. En general, las mujeres están sometidas a un estatus social inferior al de los hombres. Muchas mujeres creen que esto reduce su poder para actuar de forma independiente, participar en la vida de la comunidad, educarse y escapar de la dependencia de hombres abusivos.

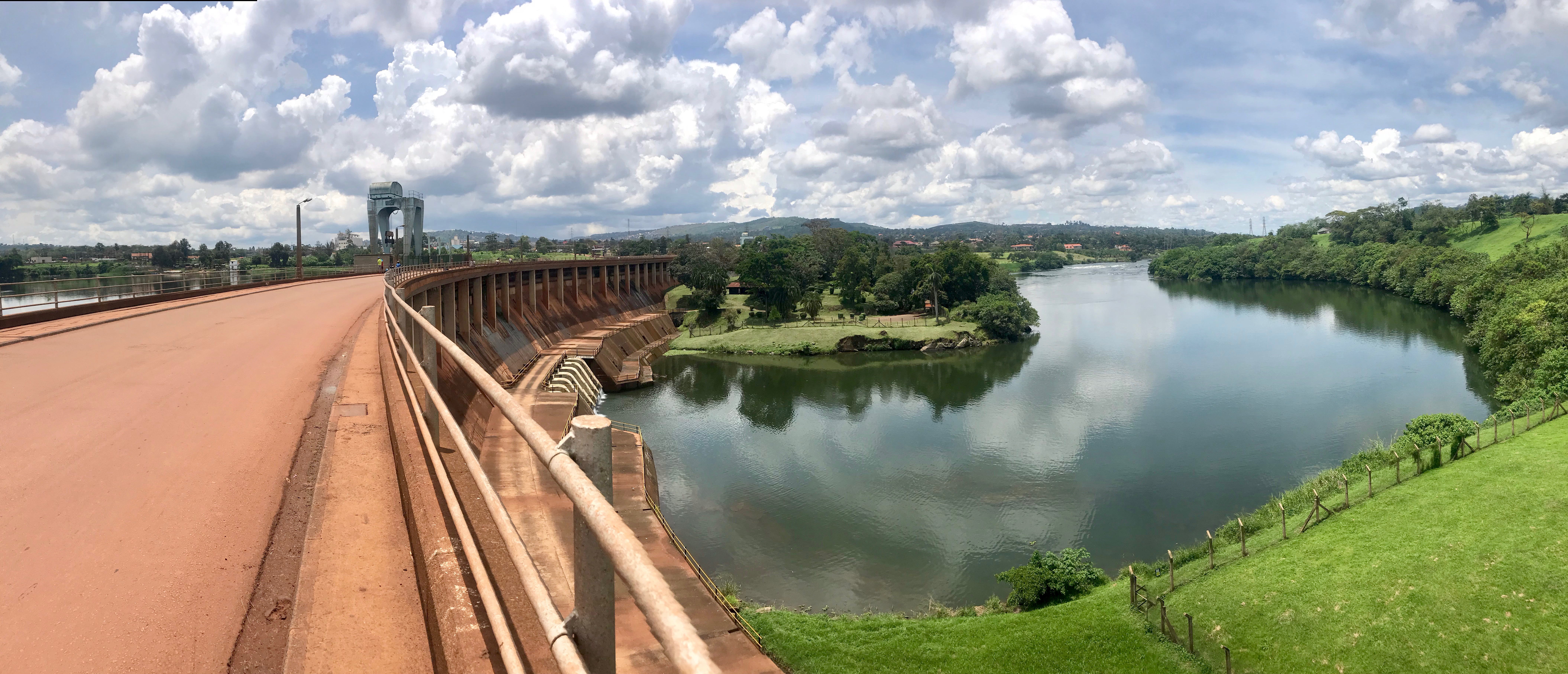
Presa de Owen Falls, Jinja

### Energía
Uganda cuenta con abundantes recursos energéticos, bastante repartidos por todo el país. Entre ellos figuran la energía hidroeléctrica, la biomasa, la solar, la geotérmica, la turba y los combustibles fósiles.
En la década de 1980, la mayor parte de la energía de Uganda procedía del carbón vegetal y la madera. Sin embargo, se encontró petróleo en la zona del lago Alberto, con un total estimado de 95 millones de metros cúbicos (3,4×109 pies cúbicos) de crudo[136] Heritage Oil descubrió uno de los mayores hallazgos de crudo en Uganda, y sigue operando allí.
Uganda y Tanzania firmaron un acuerdo el 13 de septiembre de 2016 por el que ambos países construirán un oleoducto de crudo de 1.445 km y 3.500 millones de dólares. El oleoducto Uganda-Tanzania (UTCOP, por sus siglas en inglés), también conocido como oleoducto de África Oriental (EACOP, por sus siglas en inglés), será el primero de este tipo en África Oriental y conectará la región de Hoima, rica en petróleo, con el océano Índico a través del puerto de Tanga, en Tanzania.
El entorno favorable de Uganda y la amplia presencia de inversiones del sector privado ofrecen una oportunidad única para cumplir los objetivos de Power Africa. Uganda es uno de los pocos países del África subsahariana que cuenta con mercados energéticos liberalizados y financieramente viables, con segmentos de generación, transmisión y suministro desagregados desde 2001.

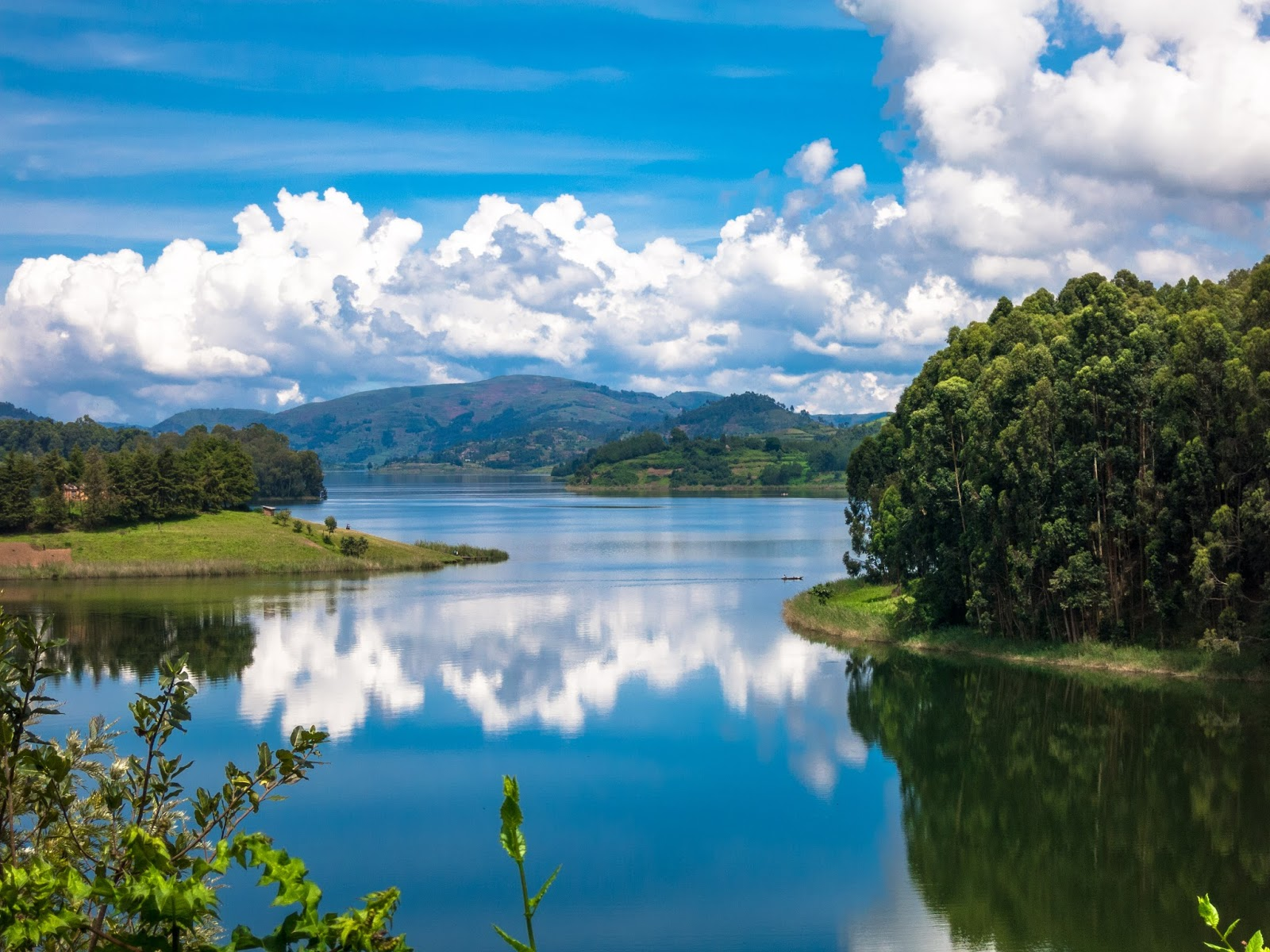
El Lago Bunyonyi en Uganda posee 61 km² (una superficie similar a la de San Marino) y 29 islas

Existe una Autoridad Reguladora de la Electricidad independiente que se encarga de la regulación y supervisión del sector. La mayor empresa de distribución, UMEME, es de propiedad privada y tiene una concesión de 20 años para la distribución y venta al por menor. El país, sin embargo, está dividido en 13 territorios rurales de servicio, y 6 de ellos están gestionados por pequeñas empresas de distribución. Los productores independientes de energía (IPP) representan actualmente casi el 60% de la capacidad de generación. Persisten los problemas con la planificación integrada y el ecosistema financiero.

### Abastecimiento de agua y saneamiento
Según un informe publicado en 2006, el sector ugandés de abastecimiento de agua y saneamiento había progresado notablemente en las zonas urbanas desde mediados de los noventa, con aumentos sustanciales de la cobertura y del rendimiento operativo y comercial. Las reformas del sector en el periodo 1998-2003 incluyeron la comercialización y modernización de la Corporación Nacional de Agua y Alcantarillado que opera en las ciudades y en los pueblos más grandes, así como la descentralización y la participación del sector privado en los pueblos pequeños.

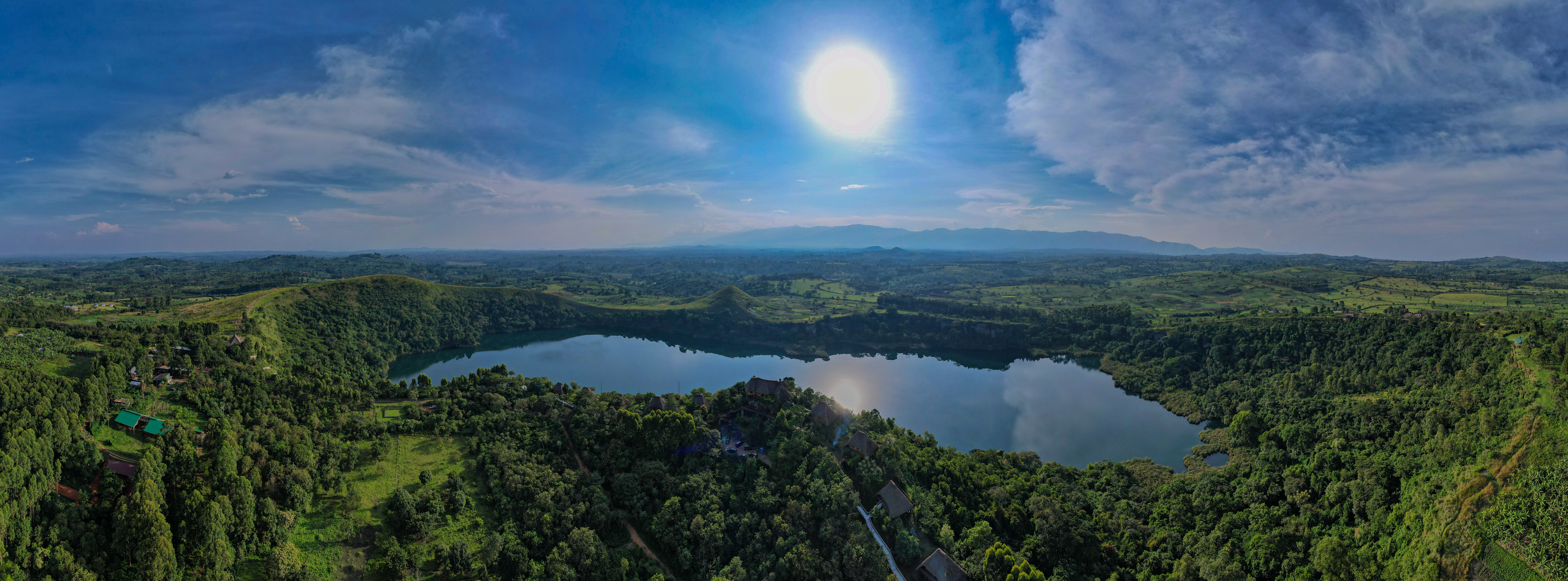
El Lago Kyaninga

Aunque estas reformas han atraído una gran atención internacional, el 38% de la población seguía sin tener acceso a una fuente de agua mejorada en 2010. En cuanto al acceso a saneamiento mejorado, las cifras han variado mucho. Según cifras del Gobierno, en 2011 era del 70 por ciento en las zonas rurales y del 81 por ciento en las urbanas, mientras que según cifras de la ONU era solo del 34 por ciento.
El sector del agua y el saneamiento fue reconocido como un área clave en el Plan de Acción para la Erradicación de la Pobreza (PEAP) de 2004, el principal documento estratégico de Uganda para luchar contra la pobreza. Según un informe publicado en 2006, se había introducido un amplio marco de gastos para coordinar la ayuda financiera de donantes externos, el gobierno nacional y organizaciones no gubernamentales. El PEAP calculaba que, de 2001 a 2015, se necesitarían unos 1.400 millones de dólares, es decir, 92 millones de dólares al año, para aumentar la cobertura de abastecimiento de agua hasta el 95%; las zonas rurales necesitarían 956 millones de dólares, las zonas urbanas y las grandes ciudades, 281 millones de dólares, y las pequeñas ciudades, 136 millones de dólares.

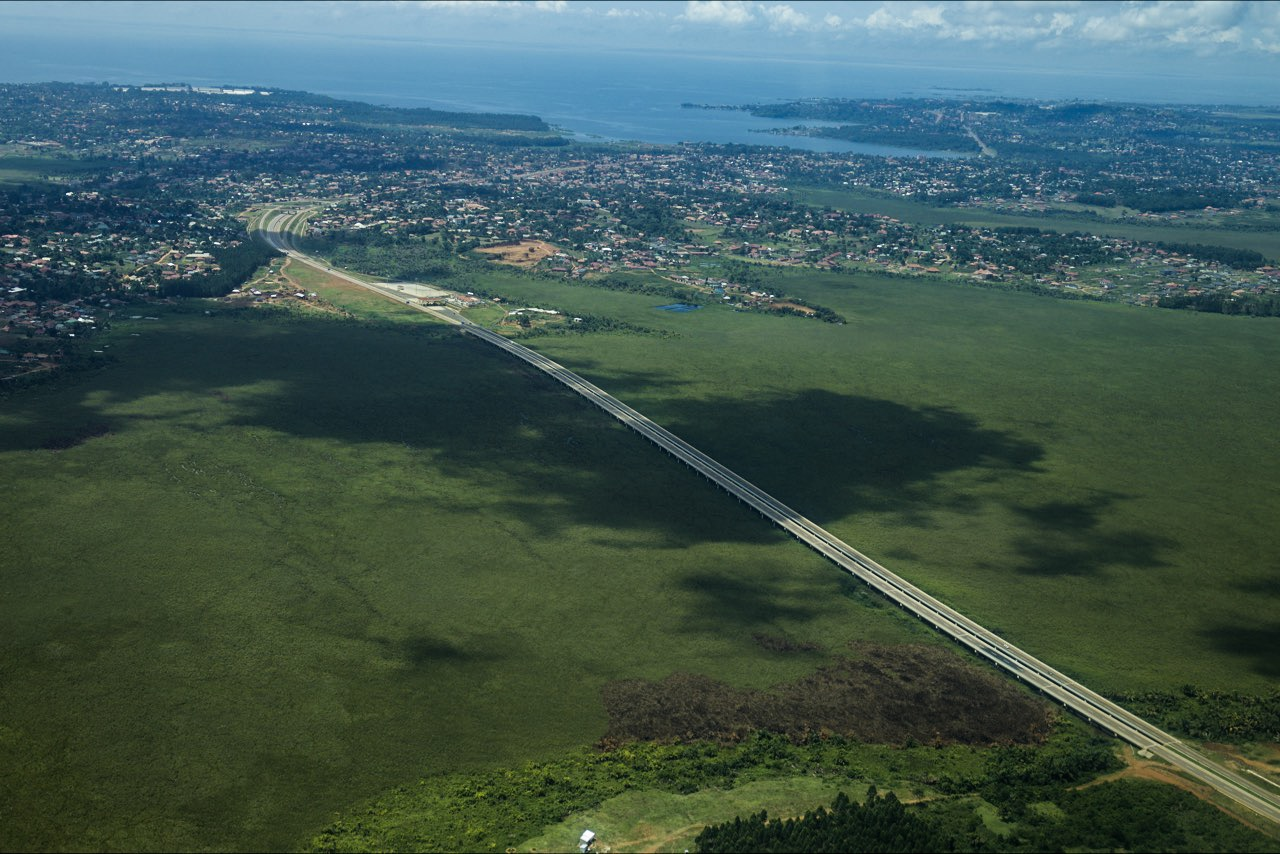
Autopista exprés de Entebbe

## Transporte
En 2017, según el Ministerio de Obras y Transporte de Uganda, el país contaba con unos 130 000 kilómetros de carreteras, de los cuales aproximadamente 5 300 kilómetros (4%) estaban asfaltado. La mayoría de las carreteras asfaltadas irradian desde Kampala, la capital y ciudad más grande del país.
La autopista Lagos-Mombasa, que forma parte de la autopista Transafricana y pretende unir África Oriental y Occidental, atraviesa Uganda. Sólo se completa hacia el este, desde la frontera entre Uganda y la República Democrática del Congo hasta Mombasa, uniendo la región africana de los Grandes Lagos con el mar. En África Oriental, esta carretera forma parte del Corredor Norte.

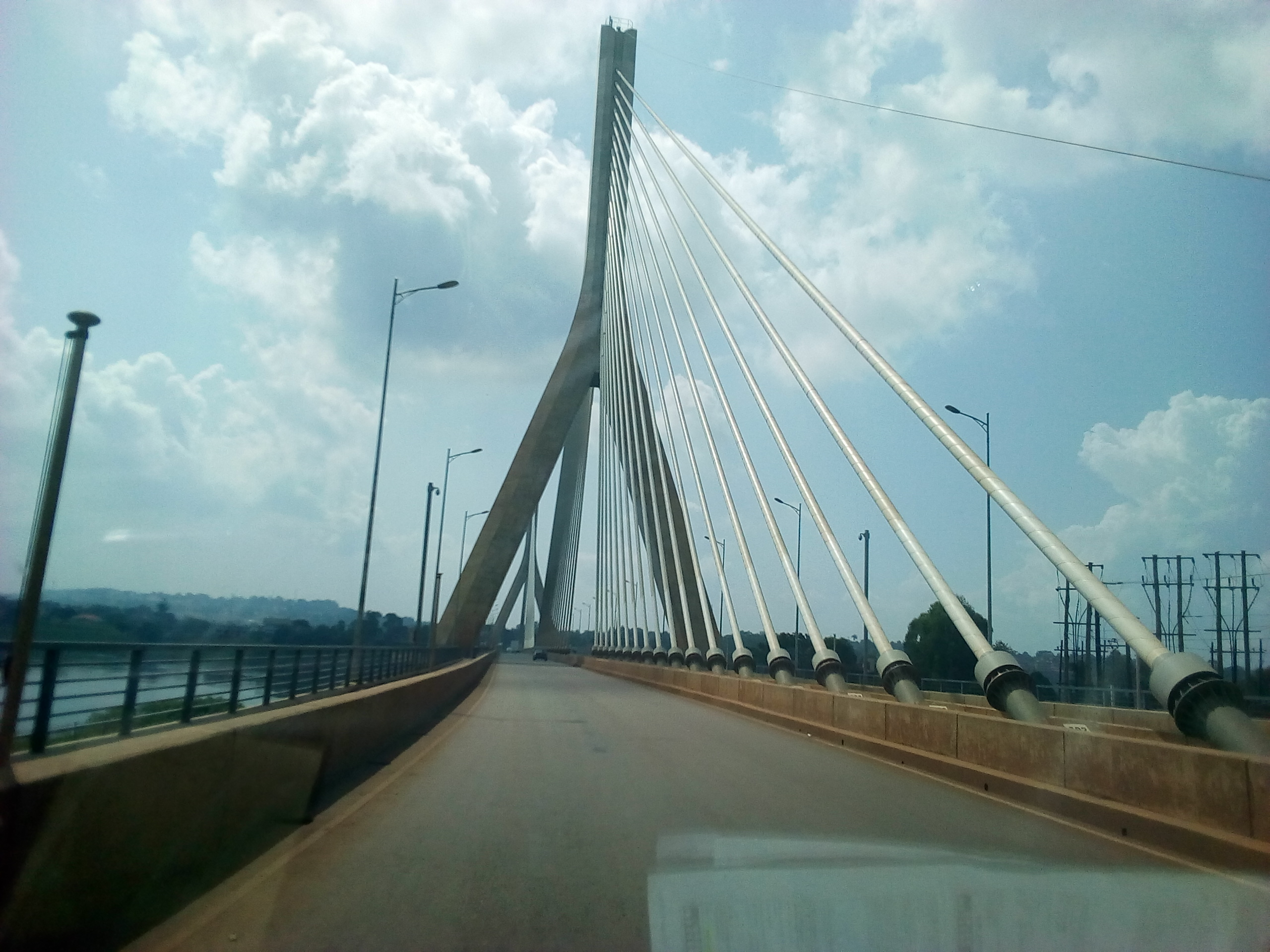
El Puente Nile en la ciudad de Jinja

No puede utilizarse para llegar a África Occidental porque la ruta hacia el oeste a través de la RD del Congo hasta Bangui, en la República Centroafricana (RCA), es intransitable tras la segunda guerra del Congo y requiere reconstrucción. Una ruta alternativa (que no forma parte de la red transafricana) a Bangui, basada en carreteras de grava y caminos de tierra, va desde Gulu, en el norte de Uganda, pasando por Nimule y Juba, en Sudán del Sur, y Obo, en el sureste de la RCA. La utilizan camiones, pero algunos tramos son intransitables cuando llueve.
La ruta ha estado cerrada en ocasiones durante la guerra y los conflictos en el norte de Uganda (la rebelión del Ejército de Resistencia del Señor) y Sudán del Sur, pero hasta julio de 2007 no se había visto afectada por el conflicto de Darfur y era la única carretera utilizable entre África Oriental y Occidental. Antes de utilizarla, debe comprobarse la situación de seguridad con las autoridades del norte de Uganda, Sudán del Sur y el sureste de la República Centroafricana.

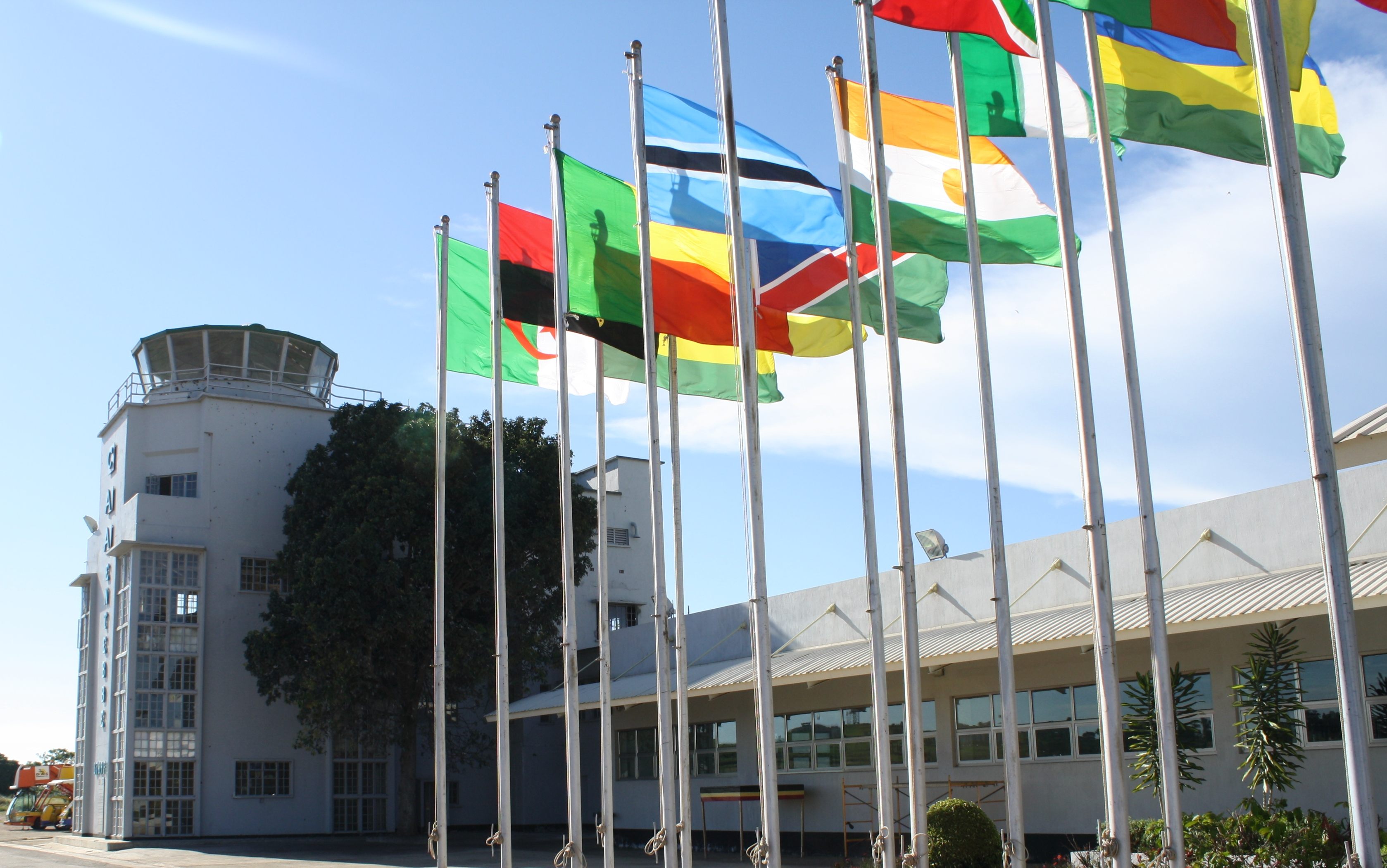
Aeropuerto internacional de Entebbe

En 2017, la red ferroviaria de Uganda medía unos 1.250 kilómetros (777 mi) de longitud. De ellos, alrededor del 56% (700 kilómetros) están operativos. Todo el ferrocarril existente es de ancho métrico. Está prevista una nueva red ferroviaria de ancho estándar.
Un ferrocarril con origen en Mombasa, en el océano Índico, conecta con Tororo, donde se bifurca hacia el oeste hasta Jinja, Kampala y Kasese, y hacia el norte hasta Mbale, Soroti, Lira, Gulu y Pakwach. Sin embargo, la única línea ferroviaria que sigue en funcionamiento es la de Malaba-Kampala.

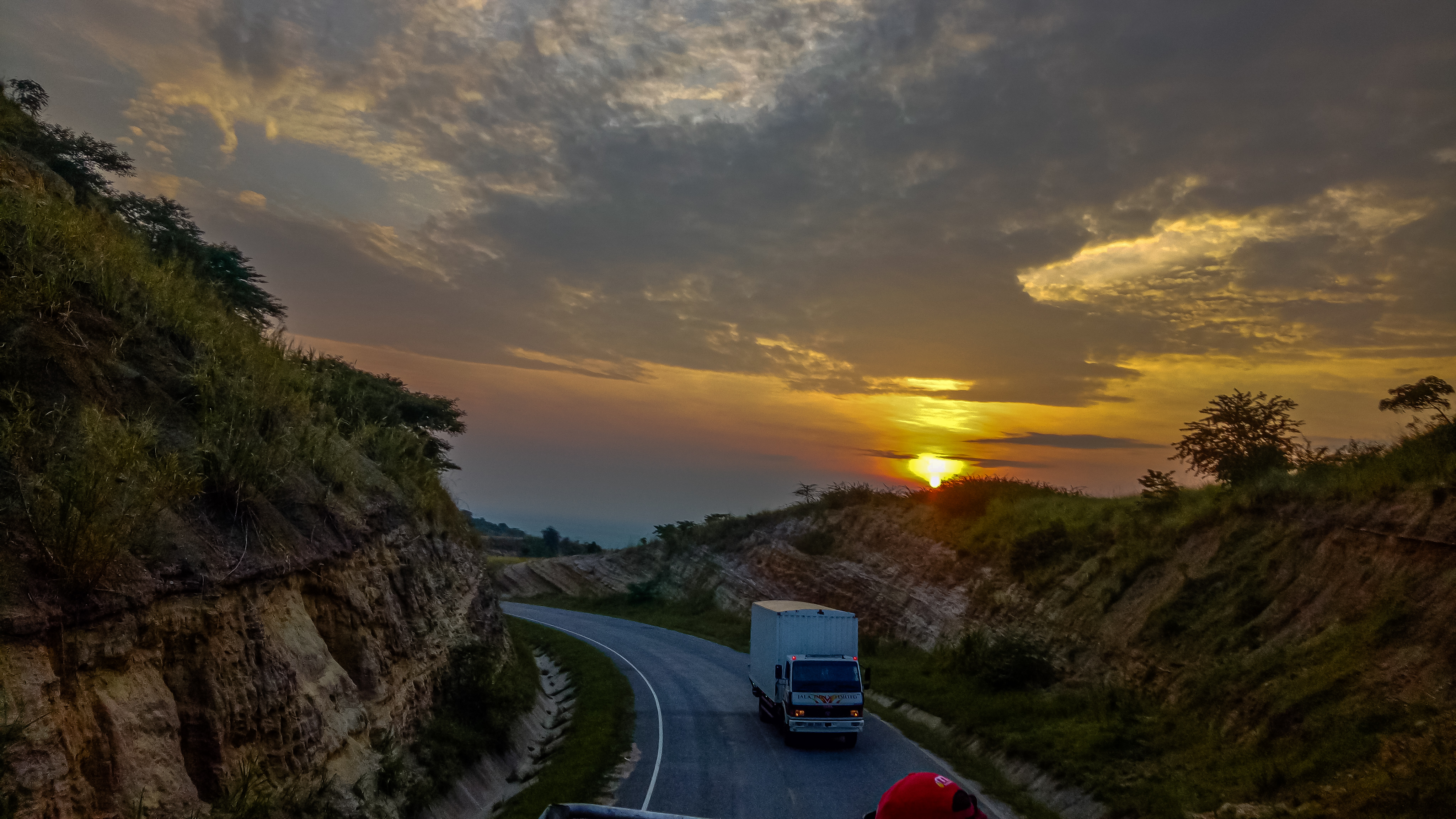
Vista de la carretera cerca de Ntoroko

Los seis países de la Comunidad del África Oriental están construyendo líneas ferroviarias con vías de ancho estándar de 1.435 mm (4 pies 8+1⁄2 pulgadas). En junio de 2018, Kenia había completado la construcción de la sección Mombasa-Nairobi de su Ferrocarril de Vía Estándar (SGR), que costó 4 470 millones de dólares (el presupuesto original era de 3 200 millones de dólares), prestados por el Exim Bank de China. El país planea ahora extender su línea SGR a Nakuru, Kisumu y Malaba, cuando disponga de fondos.
Uganda tiene previsto construir un total de cuatro líneas de la SGR, con una longitud total de 1.547 kilómetros y un coste estimado de 12.600 millones de dólares. Está previsto que la SGR conecte Uganda con cuatro países vecinos: Kenia, Ruanda, la República Democrática del Congo y Sudán del Sur.
El lago Victoria es la principal vía fluvial con tráfico comercial. Junto con los servicios ferroviarios, las compañías ferroviarias de Uganda y Tanzania operan transbordadores de trenes en el lago entre los puertos de cabecera de los dos países y Kenia. Estos transbordadores cargan vagones y vagones de ferrocarril. Jinja y Port Bell, en un ramal de 7 km desde Kampala, son las cabeceras ferroviarias de Uganda, que conectan con Mwanza (Tanzania) y Kisumu (Kenia).
Aquí se localiza el muelle de ferris de Port Bell (0°17′19″N 32°39′13″E / 0.2886111, 32.6535556). Otros ferris prestan servicio en puertos del lago que no son cabeceras de ferrocarril. Hay instalaciones de dique seco en Port Bell (Luzira), que estaban en uso renovado en junio de 2018.
Se está construyendo un nuevo puerto interior, Bukasa Inland Port, en la orilla norte del lago Victoria, en Bukasa, en el distrito de Wakiso, a unos 20 kilómetros (12 mi), por carretera, al sureste del distrito central de negocios de Kampala, la capital y ciudad más grande de Uganda. Cuando esté terminado, el puerto interior está diseñado para manejar hasta 5,2 millones de toneladas de carga al año. El puerto facilitará el movimiento de mercancías desde los puertos tanzanos de Dar es Salaam y Tanga, a través del ferrocarril hasta el puerto de Mwanza en el lago Victoria. A continuación, las barcazas transportarían la carga por el lago hasta Bukasa. Esto reduciría la dependencia casi total de Uganda del puerto de Mombasa (Kenia).
El lago Kyoga y el Nilo Victoria, al sur del lago, constituyen la segunda vía fluvial comercial más importante. Solía haber un servicio de barcos de vapor entre Namasagali, un puerto ferroviario en el Nilo, que llegaba hasta el puerto de Masindi, al otro lado del lago Kyoga[cita requerida]. Otras vías fluviales como el lago Alberto, el lago Jorge, el lago Eduardo y el Nilo Alberto no transportan tráfico comercial en gran medida.
El aeropuerto internacional de Entebbe es el mayor y más transitado de Uganda, con más de 1,5 millones de llegadas anuales en 2015. En febrero de 2015, el Gobierno de Uganda inició una ampliación y mejora en tres fases del aeropuerto de Entebbe, que se prolongará desde 2015 hasta 2035.

## Demografía

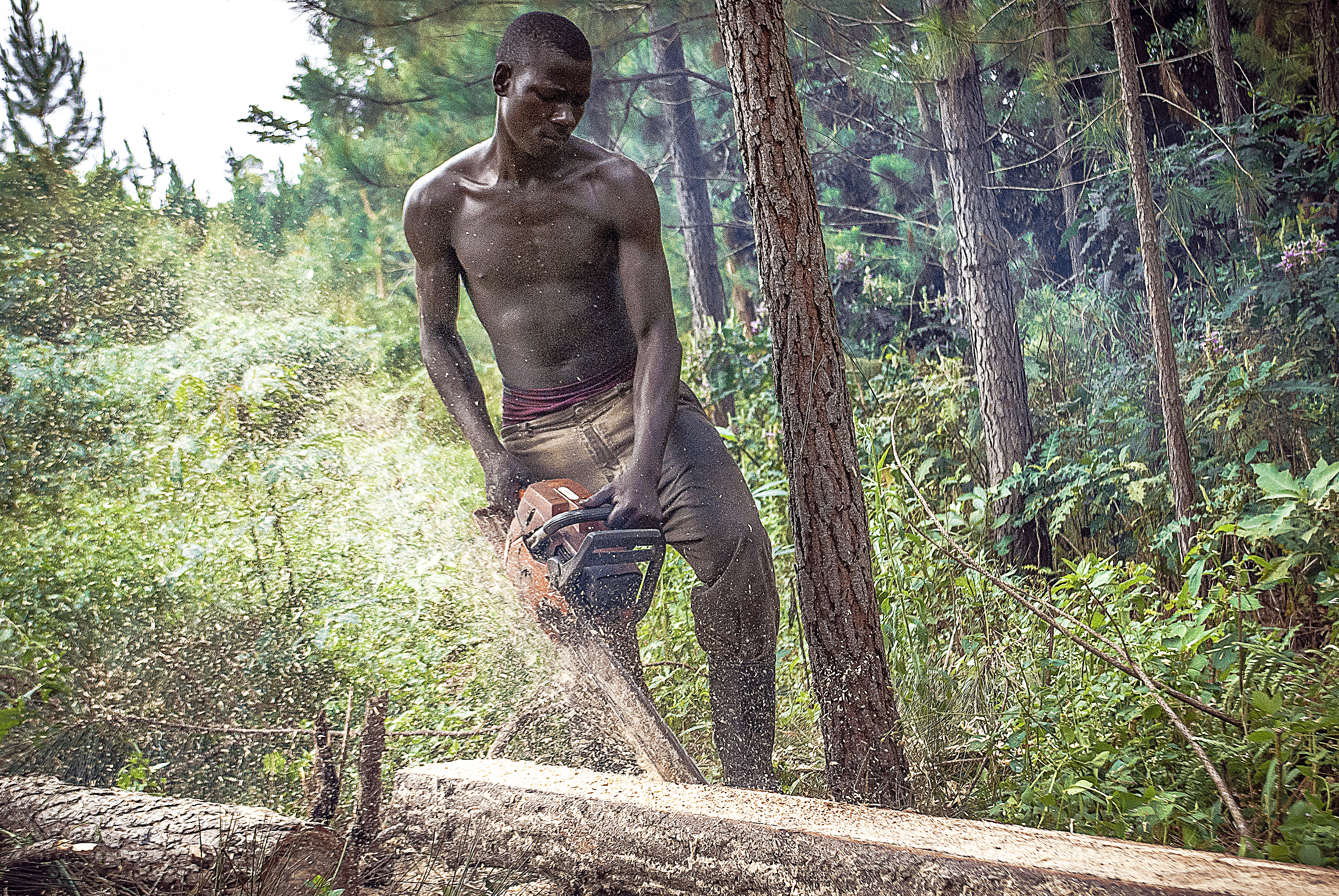
Un leñador ugandés cortando un tronco

En Uganda habitan muchos grupos étnicos distintos, ninguno de los cuales es mayoría en el conjunto de la población. El inglés se convirtió en el idioma oficial a partir de la independencia, pero en el país se usan más de 40 lenguas. El idioma con mayor número de hablantes nativos es el luganda, hablado en Buganda, región donde se encuentra la capital Kampala. Le sigue en cantidad de hablantes (4,2 millones) el iteso, hablado en siete distritos de la zona oriental del país. El suajili, curiosamente adoptado como lengua oficial, al igual que en Kenia y Tanzania, lo hablan muy pocas personas ya que como consecuencia del régimen de Idi Amín actualmente es señalado como lenguaje de pillos y ladrones, creando un grave problema de comunicación en el comercio con su vecino más desarrollado, Kenia.
En 2014, la población de Uganda era de 34 634 650 habitantes, de los cuales el 99 % es de raza negra y el 0.3 % de raza blanca (europeos o descendientes, en su mayoría de origen británico), mientras que el restante 0.7 % son asiáticos y árabes. Los idiomas oficiales son el inglés y el idioma luganda. La esperanza de vida es de 63,3 años. La raza blanca, junto con las élites negras, domina la vida política y económica de Uganda, viviendo en barrios lujosos. Frente a ellos, está una gran mayoría negra que trabaja fundamentalmente para los anteriores y vive en la pobreza o extrema pobreza. Los grupos asiáticos, por su parte, constituyen la llamada clase media, dedicándose al comercio y a la artesanía. El porcentaje de blancos y asiáticos era mayor, pero la gran mayoría abandonaron el país durante la dictadura de Idi Amin, volviendo buena parte de ellos después de su derrocamiento.
El promedio de hijos por mujer es de 6,73, una de las tasas más elevadas del mundo, lo cual está provocando un crecimiento poblacional nunca visto en la historia del país.

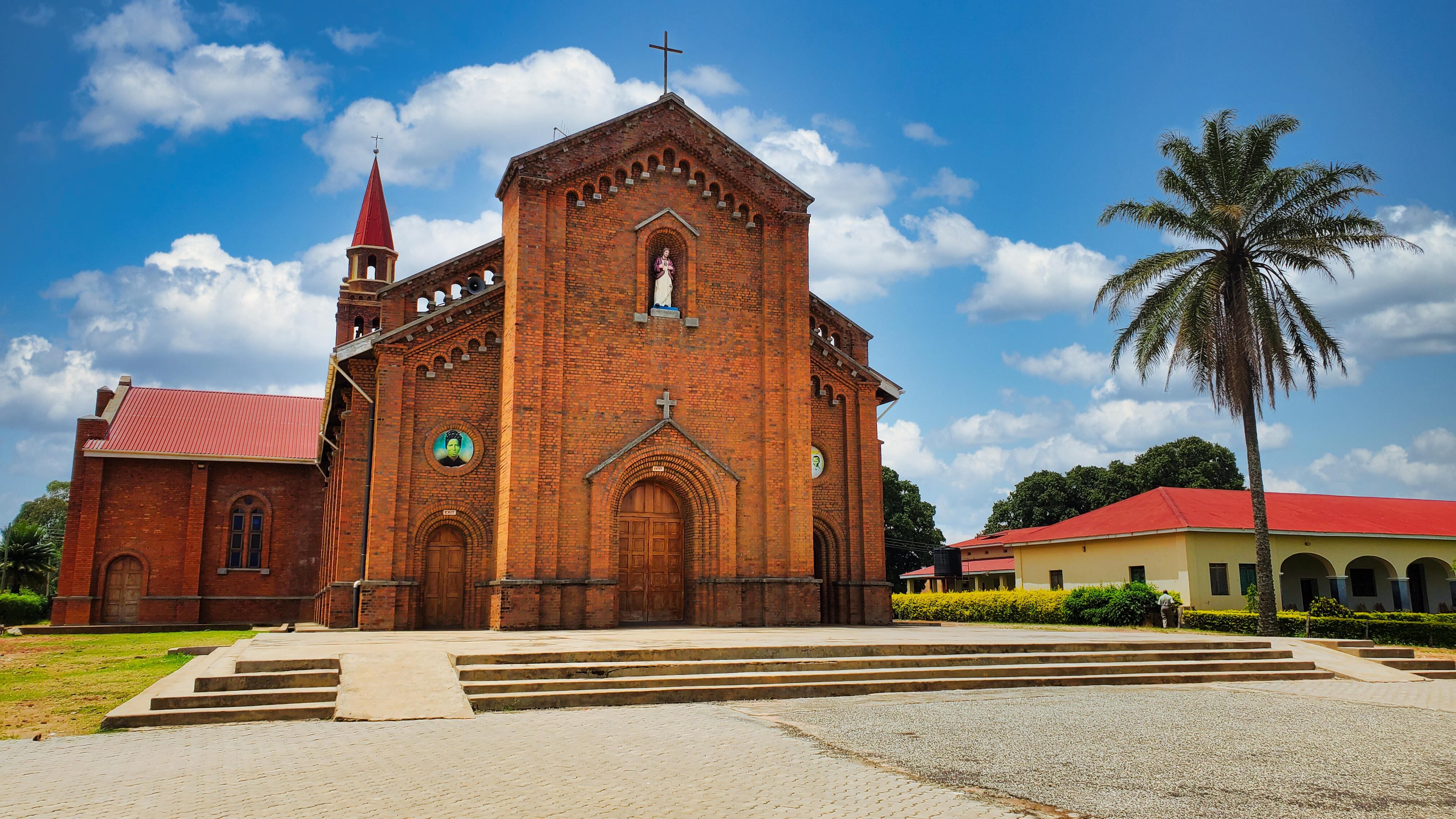
Catedral del Sagrado Corazón de Jesús en Ediofe

### Religión
Según el censo de 2014, alrededor del 84% de la población es cristiana, de los que el 39,3% pertenecen a la Iglesia católica y el resto a diversas confesiones protestantes, entre las que destaca la iglesia anglicana de Uganda con un 32%. Hay una minoría musulmana, de alrededor del 13%. También se practican las creencias indígenas. La minoría asiática practica el hinduismo. Además hay una minoría de unos 1100 judíos.

### Educación

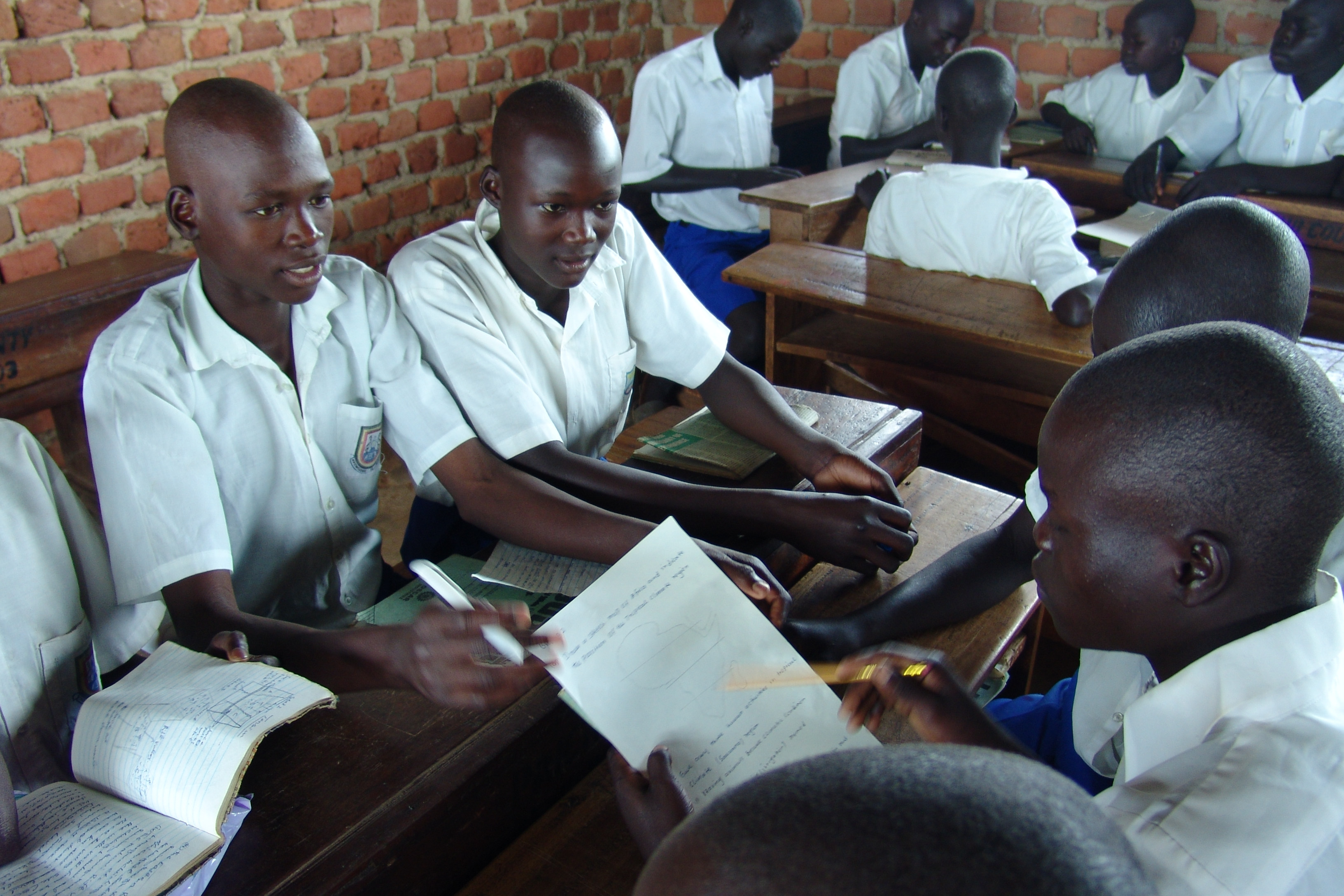
Estudiantes en Uganda.

Entre 2002 y 2005 el gasto público en educación fue de un 5,2% del PIB, aunque para 2017 el gasto disminuyó a 2,2% del PIB. En cada curso, los alumnos deben superar exámenes estatales. Uganda tiene universidades privadas y públicas. La universidad más grande del país es la de Makerere, localizada en las afueras de Kampala. El sistema de educación de Uganda se compone de 7 años de educación primaria, 6 años de secundaria (divididos en 4 años de secundaria básica y 2 años de secundaria superior), y de 3 a 5 años de educación superior. El actual sistema fue establecido a principios de la década de 1960.  El promedio de años de educación es 4,7 años. En 2007, Uganda inició una campaña para llevar a más personas a las aulas de clase.
La Formación Profesional y Técnica es un aspecto necesario del sistema educativo de Uganda. La ONU ha liderado los esfuerzos para apoyar esta forma de educación a través del Centro Internacional de Enseñanza y Formación Técnica y Profesional (EFTP), subdivisión de la UNESCO. Según un informe de la ONU, "la misión de la EFTP en Uganda se define como la de garantizar que los individuos y las empresas adquieran las habilidades que necesitan para aumentar la productividad y los ingresos".

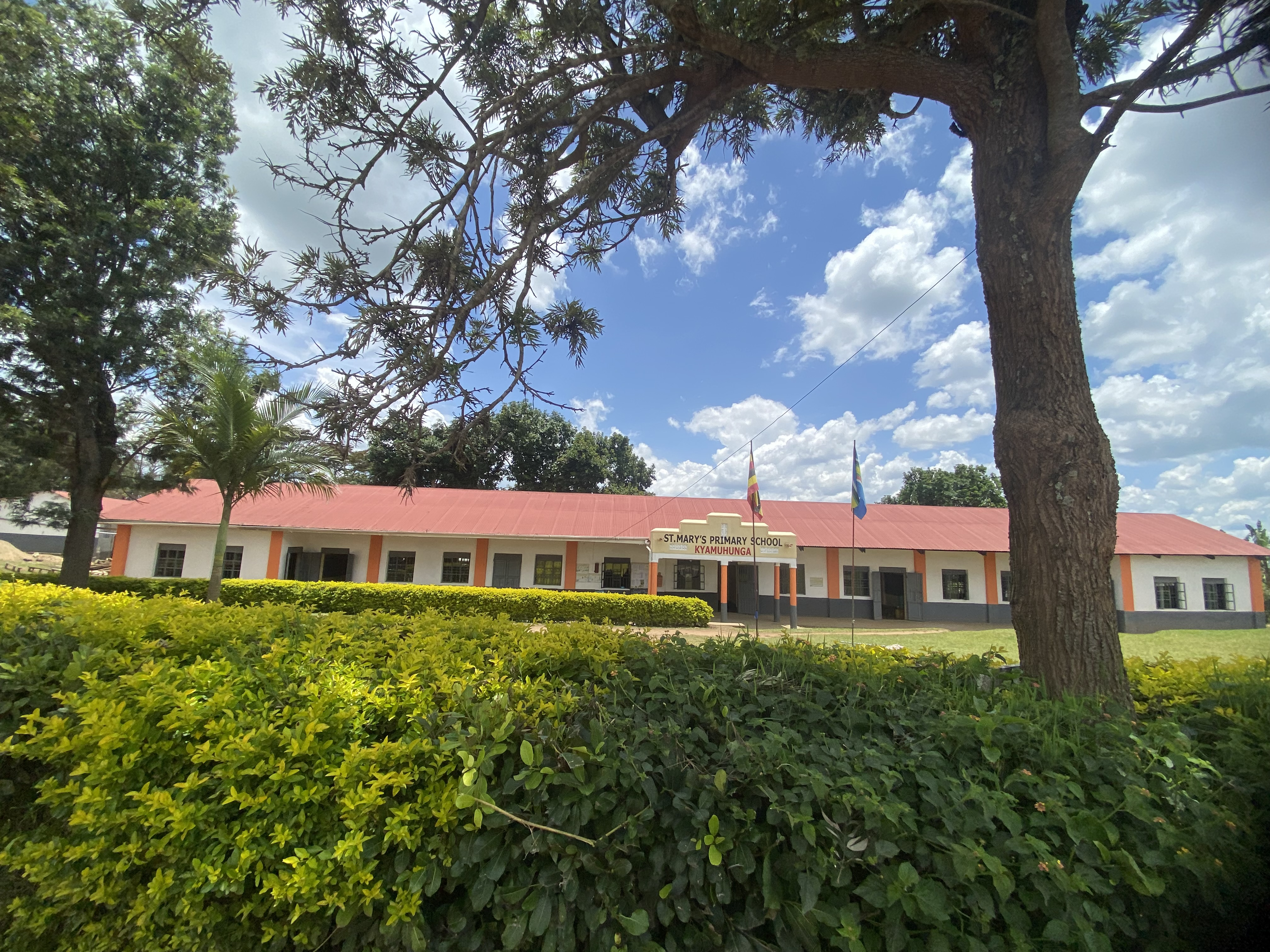
La Escuela primaria de Santa María (St. Mary's primary school) en Bushenyi

Estos programas de EFTP varían tanto en complejidad como en alcance. Algunos ofrecen formación a nivel de artesano o técnico que sustituye a las modalidades estándar de educación secundaria, mientras que otros programas de EFTP ofrecen formación a nivel de ingeniería de posgrado a estudiantes que desean cursar estudios de nivel terciario o postsecundario.
Los primeros movimientos de alfabetización se caracterizaron por la ayuda y el liderazgo occidentales, y desde entonces han dado paso a un enfoque descentralizado más local de la alfabetización de adultos y jóvenes en Uganda. Esta transición se debe en parte a que los líderes occidentales y ugandeses se han dado cuenta de que la alfabetización, y en particular la alfabetización en inglés, no es una solución milagrosa para resolver los problemas económicos de Uganda. Gran parte del trabajo de alfabetización lo llevan a cabo ONG que actúan a nivel local junto con los gobiernos locales o de las aldeas. Existe una gran demanda de estos programas, y sus índices de rendimiento, satisfacción y retención de la alfabetización de los graduados han sido elevados. Sin embargo, estos programas se enfrentan a grandes retos, como la falta de financiación, la reticencia social y una falta general de aprecio por la alfabetización y la literatura.

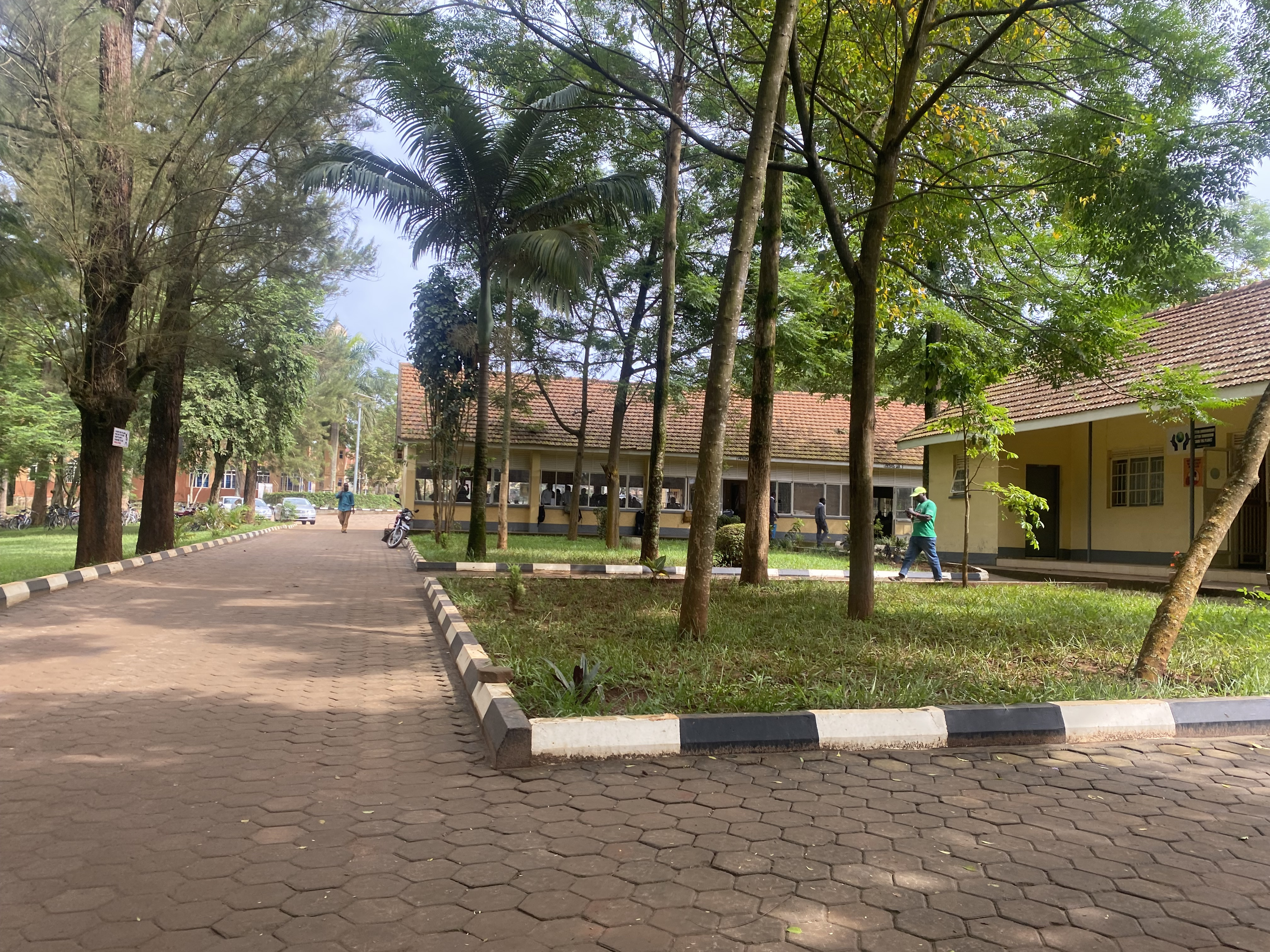
Vista de la Escuela Secundaria de Masaka

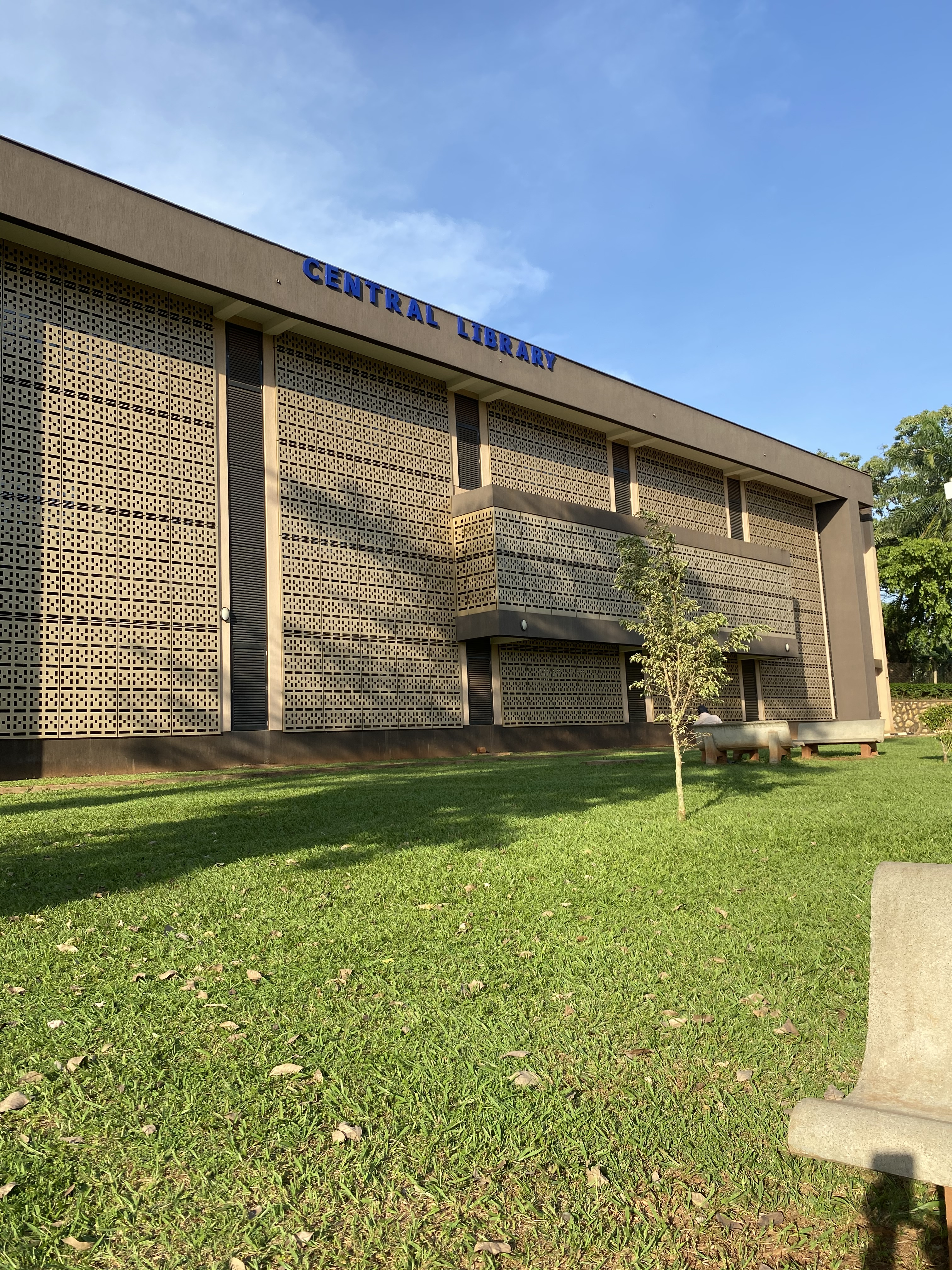
Biblioteca central de la Universidad de Kyambogo

La educación es importante para el éxito de la transición posterior al conflicto en el norte de Uganda, ya que ayuda a desarrollar las capacidades de las personas para liberarse de los círculos de violencia y sufrimiento.La Educación Primaria Universal (EPU) de Uganda se puso en marcha en el marco del Libro Blanco del Gobierno de Uganda de 1992 para lograr el desarrollo humano proporcionando los recursos necesarios para que todos los niños accedan a la escuela y permanezcan en ella hasta la secundaria, garantizando una educación asequible y reduciendo la pobreza al dotar a las personas de las aptitudes básicas.
La Educación Primaria Universal (EPU) de Uganda ha dado lugar a elevadas tasas de matriculación en el norte de Uganda, pero la educación tiende a ser de baja calidad y son pocos los alumnos que realmente terminan la escuela primaria.Las instalaciones son inadecuadas; por ejemplo, de las 238 escuelas primarias de Pader, 47 están todavía bajo los árboles, la escasez de plazas para profesores está provocando altos índices de absentismo y, en algunas zonas, la media de alumnos por profesor de primaria es de 1:200.
Desde 2006, cuando finalizó el conflicto en el norte de Uganda, el sistema educativo ha necesitado un apoyo sostenido, y ha desempeñado un papel en la recuperación y la reconciliación tras la guerra. Junto con el plan de estudios académicos, los profesores de esta región deben guiar, apoyar y servir de modelo a los alumnos.
Los programas financiados por donantes internacionales que han tenido éxito en el norte de Uganda han cubierto los costes de la formación de los profesores de secundaria para garantizar que los niños permanezcan en la escuela y reciban una enseñanza adecuada que les permita obtener mejores resultados en los exámenes nacionales Un programa gubernamental que tuvo éxito proporcionó ayudantes de clase a los profesores que centraban su atención en los alumnos que se habían quedado rezagados. Mejoró significativamente los resultados de aprendizaje de estos alumnos.

### Salud
A principios de la década de 2000, había ocho médicos por cada 100.000 habitantes. La eliminación en 2001 de las tarifas a los usuarios en los centros sanitarios estatales de Uganda se ha traducido en un aumento del 80% de las visitas, de las cuales más de la mitad proceden del 20% más pobre de la población. Esta política se ha citado como un factor clave para ayudar a Uganda a alcanzar sus Objetivos de Desarrollo del Milenio y como ejemplo de la importancia de la equidad en la consecución de dichos objetivos. A pesar de esta política, a muchos usuarios se les deniega la atención si no aportan su propio equipo médico, como ocurrió en el sonado caso de Jennifer Anguko.

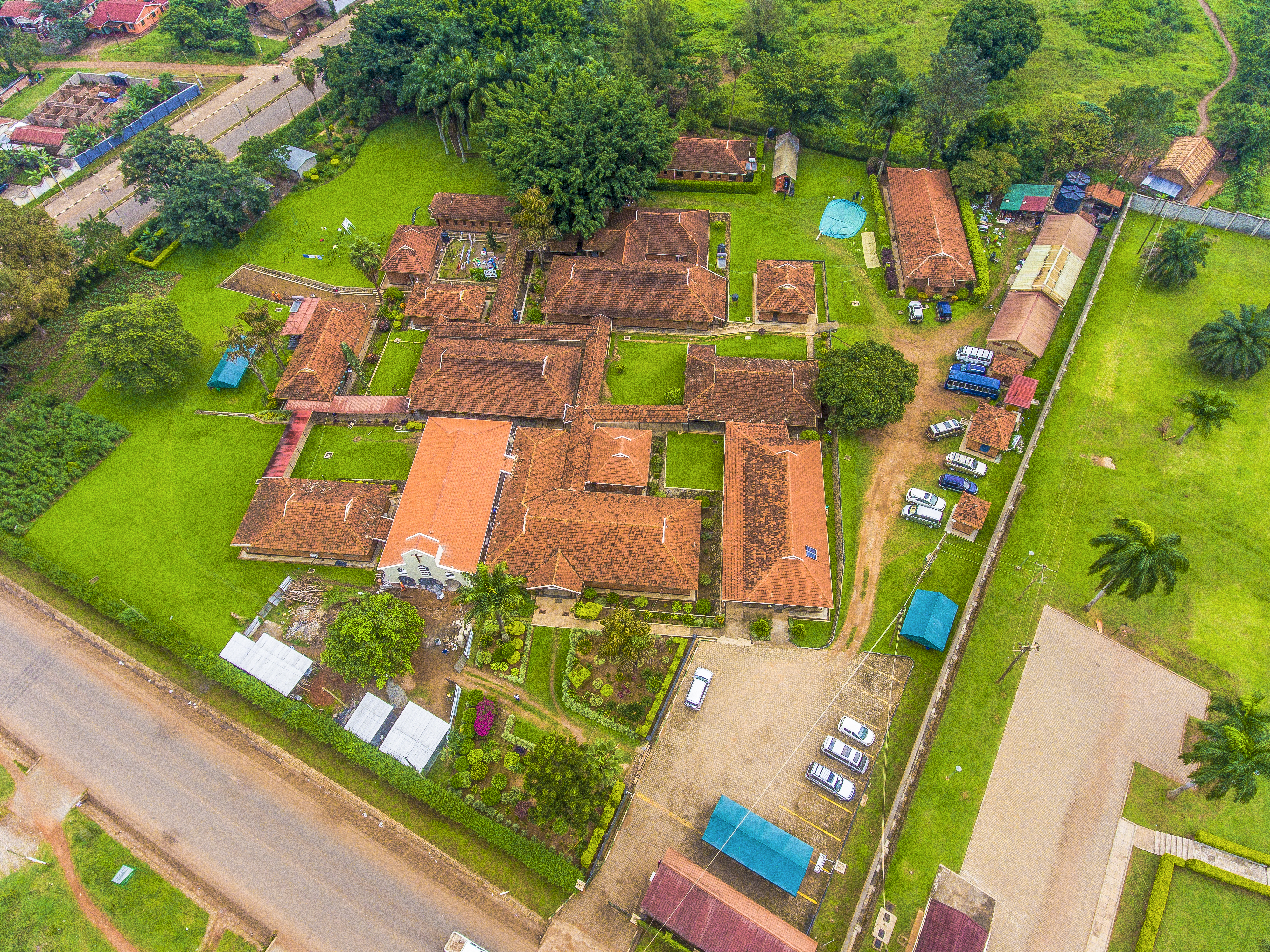
Vista aérea del Hospital Infantil de Mbale

La mala comunicación dentro de los hospitales, la escasa satisfacción con los servicios sanitarios y la distancia a los proveedores de servicios sanitarios socavan la prestación de una atención sanitaria de calidad a los habitantes de Uganda, y en particular a los de hogares pobres y encabezados por ancianos. La concesión de subsidios a las poblaciones pobres y rurales, junto con la ampliación de las asociaciones público-privadas, se han identificado como disposiciones importantes para permitir que las poblaciones vulnerables accedan a los servicios sanitarios.
Se calcula que la esperanza de vida al nacer era de 63,4 años en 2019. La tasa de mortalidad infantil era de aproximadamente 61 muertes por cada 1000 niños en 2012.
En julio de 2012 se produjo un brote de ébola en el distrito de Kibaale del país. El 4 de octubre de 2012, el Ministerio de Sanidad declaró oficialmente el fin del brote tras la muerte de al menos 16 personas.
El Ministerio de Sanidad anunció el 16 de agosto de 2013 que tres personas habían muerto en el norte de Uganda por un presunto brote de fiebre hemorrágica de Crimea Congoleña.
Uganda ha sido uno de los pocos casos de éxito en la lucha contra el VIH. Las tasas de infección del 30% de la población en la década de 1980 se redujeron al 6,4% a finales de 2008, mientras que la práctica de la abstinencia ha disminuido.

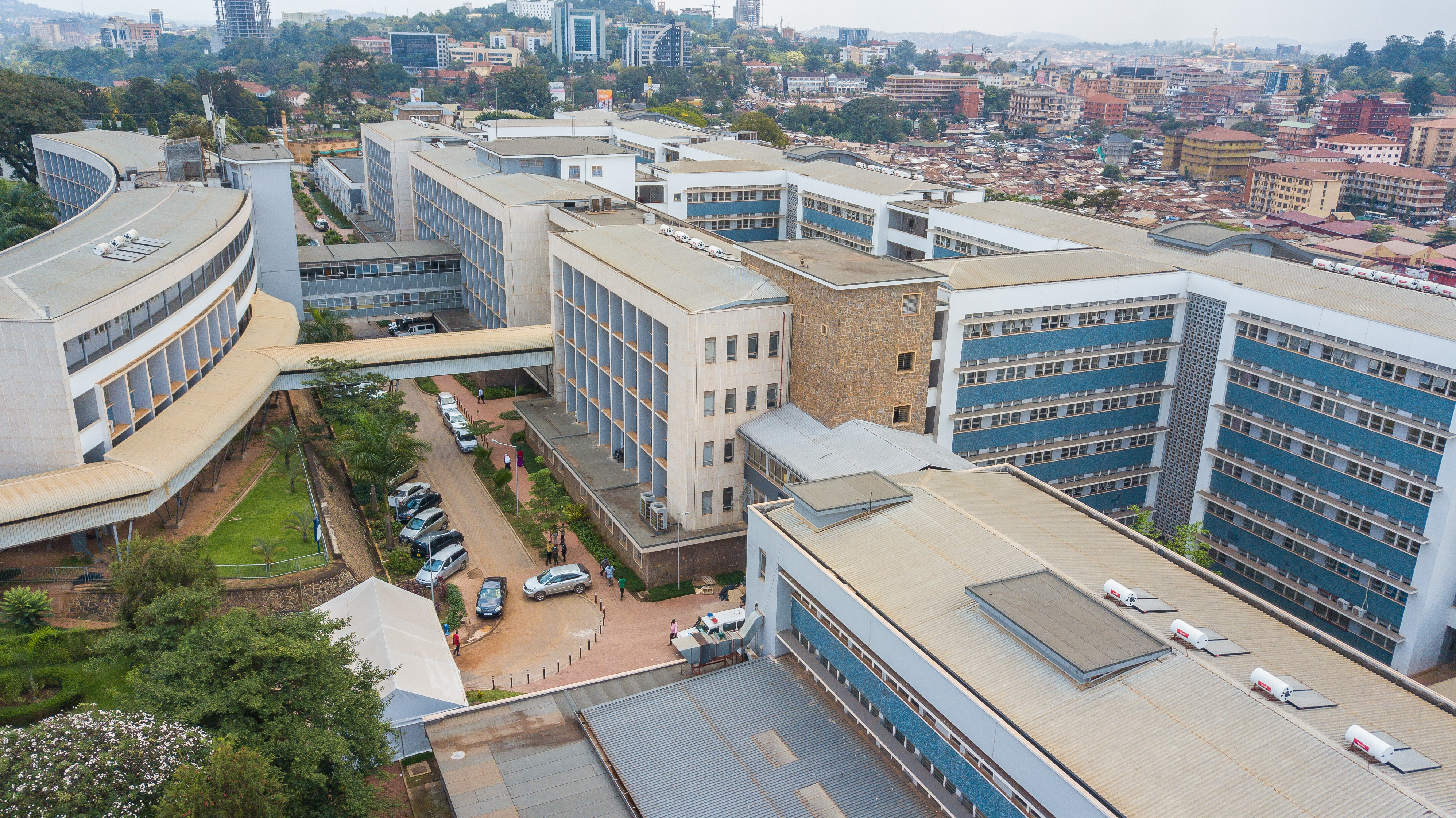
Vista aérea del Hospital de Mulago

Menos de la mitad de las mujeres solteras sexualmente activas utilizan un método anticonceptivo moderno, una fracción que apenas ha cambiado de 2000 a 2011. Sin embargo, solo ~26% de las mujeres casadas usaban anticonceptivos en 2011. El uso de anticonceptivos también difiere sustancialmente entre las mujeres pobres (~15%) y las ricas (~40%). Como resultado, las mujeres ugandesas tienen ~6 hijos mientras que ellas prefieren tener alrededor de ~4. Según la Encuesta Demográfica y de Salud de Uganda (EDS) de 2011, más del 40% de los nacimientos no son planificados. 
En 2010, el Ministerio de Salud ugandés estimó que el llamado 'aborto inseguro' representaba el 8% de las muertes maternas del país[201] La Encuesta Demográfica y de Salud de Uganda (EDS) de 2006 indicó que aproximadamente 6.000 mujeres mueren cada año por complicaciones relacionadas con el embarazo. Estudios piloto realizados en 2012 por Future Health Systems han demostrado que esta tasa podría reducirse significativamente mediante la aplicación de un plan de vales para servicios de salud y transporte a las clínicas.
La prevalencia de la mutilación genital femenina (MGF) es baja: según un informe de UNICEF de 2013, solo el 1 por ciento de las mujeres de Uganda han sido sometidas a la MGF, siendo esta práctica ilegal en el país.

## Cultura

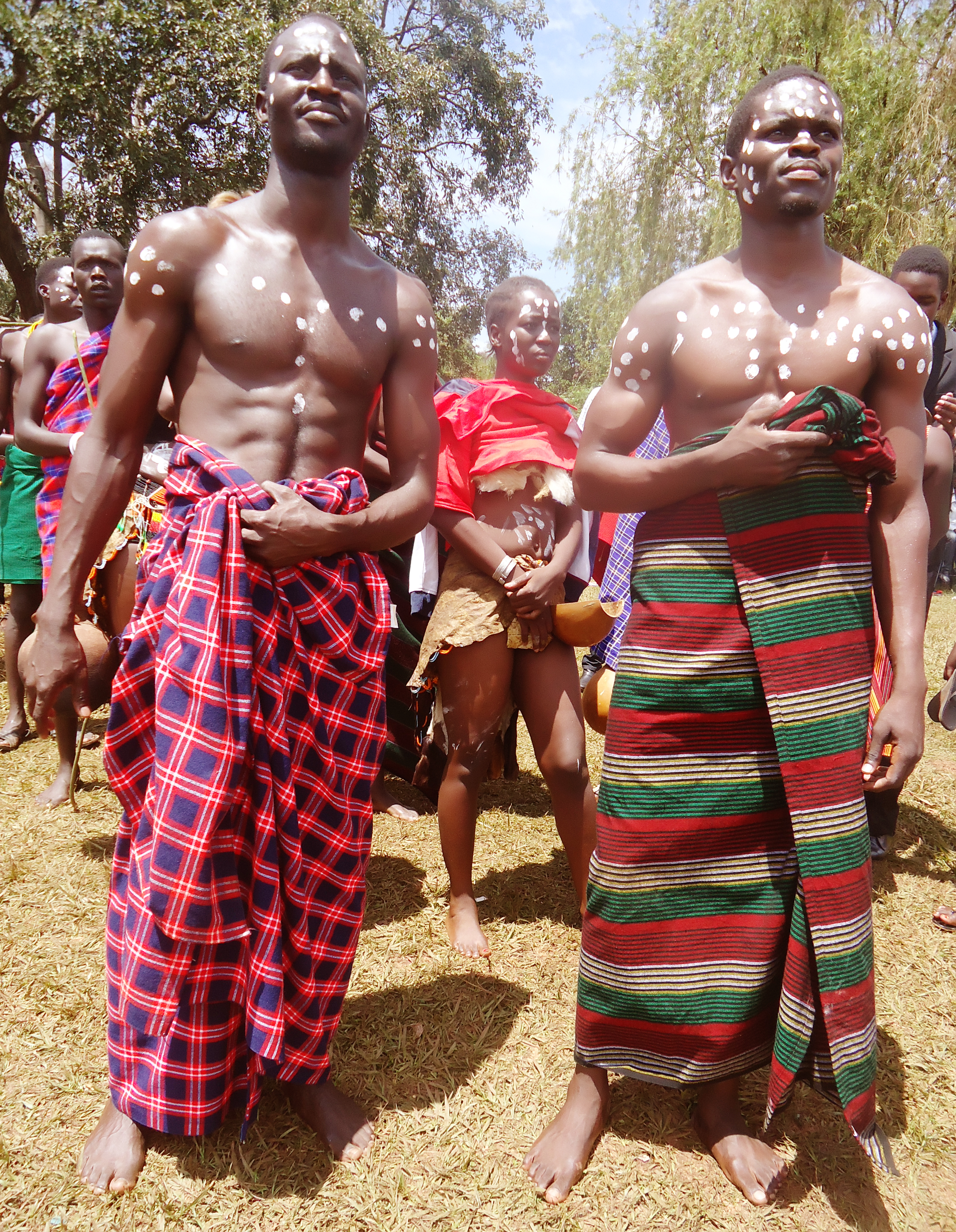
Guerreros de la etnia Karamojong

Debido al gran número de grupos étnicos, muchos de los cuales viven dentro de reinos propios, la cultura en Uganda es muy diversa. Cerca del 70% de la población está alfabetizada.

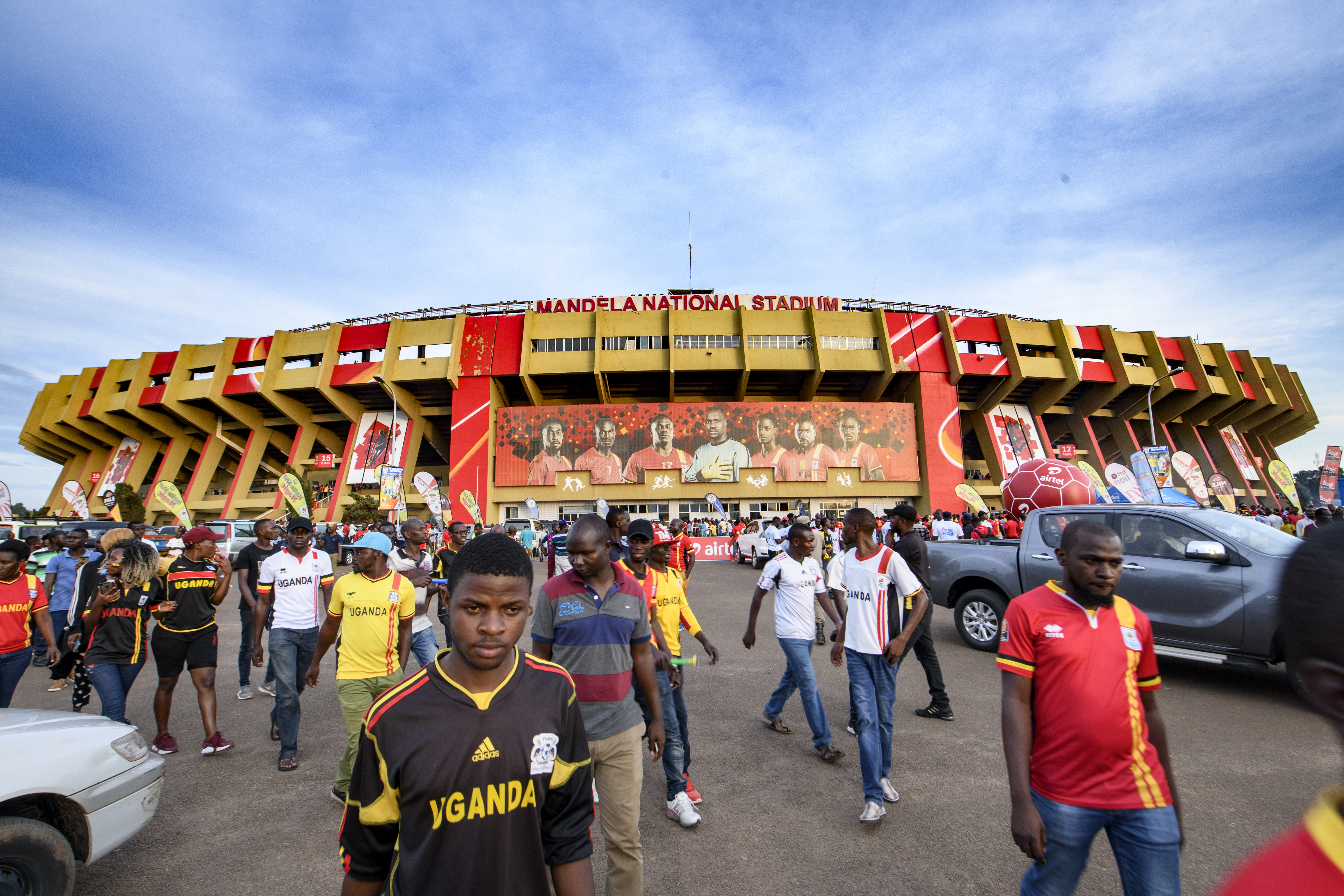
Estadio Nacional Nelson Mandela en Uganda

| Fecha           | Nombre en español            | Nombre local               | Notas                     |
| --------------- | ---------------------------- | -------------------------- | ------------------------- |
| 1 de enero      | Año nuevo                    | New Year's Day             |                           |
| 26 de enero     | Día de la Liberación         | Release Day                |                           |
| 8 de marzo      | Día de la mujer              |                            |                           |
| marzo-abril     | Viernes y lunes de Pascua    |                            |                           |
| 1 de mayo       | Día del Trabajo              |                            |                           |
| mayo            | Pentecostés                  | Whitsuntide                |                           |
| 3 de junio      | Día de los mártires          | Martyr Day                 |                           |
| 9 de junio      | Día de los héroes nacionales | Day of the National Heroes |                           |
| 9 de octubre    | Día de la independencia      | Independence Day           |                           |
| 25 de diciembre | Navidad                      | Christmas                  |                           |
| Fecha variable  | Fiesta del Sacrificio        | Eid ul-Adha                | Fiesta musulmana          |
| Fecha variable  | Fiesta del Fin de Ramadán    | Eid ul-Fitr                | Indica el fin del ramadán |

## Deporte
El fútbol es el deporte nacional de Uganda. La selección nacional de fútbol de Uganda, apodada "The Cranes", está controlada por la Federación de Asociaciones de Fútbol de Uganda. Nunca se ha clasificado para la fase final de la Copa Mundial de la FIFA. Su mejor clasificación en la Copa Africana de Naciones fue un segundo puesto en 1978. Entre los clubes, el SC Villa es el más laureado, ya que ha ganado 16 veces la liga nacional y alcanzó la final de la Copa Africana de Clubes Campeones en 1991, hazaña que también logró el Simba SC en 1972. El KCCA es segundo en victorias en la liga nacional, con 13.
Hasta 2020, Uganda ha ganado en los Juegos Olímpicos un total de dos medallas de oro, tres de plata y dos de bronce; cuatro de ellas en boxeo y tres en atletismo. En los Juegos de la Commonwealth, Uganda ha conseguido 13 medallas de oro y un total de 49 medallas, todas ellas en boxeo y atletismo.

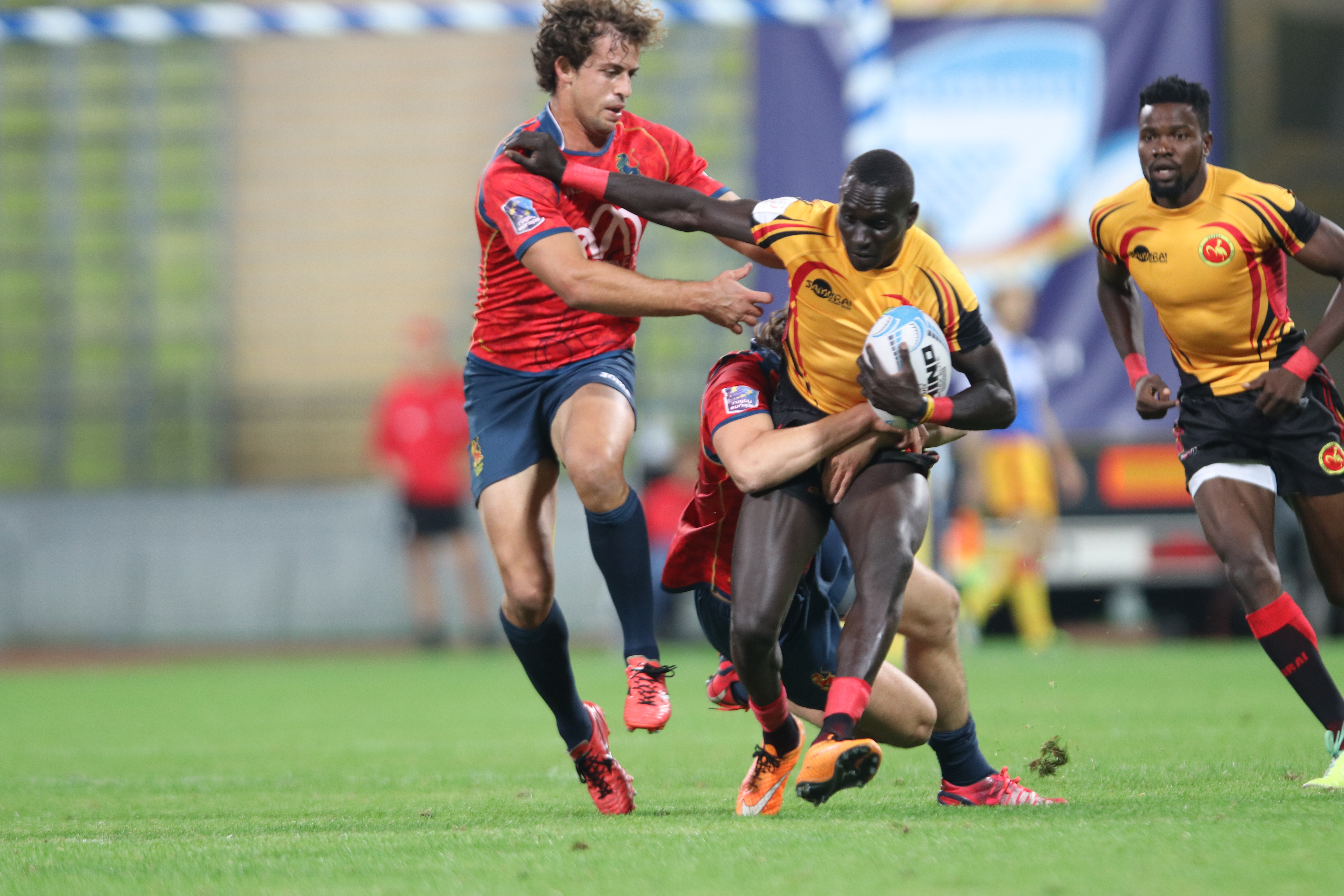
La Selección de Rugby Seven de Uganda en un partido contra España

El equipo nacional de boxeo de Uganda se llama The Bombers (Los Bombarderos), y ha ganado cuatro medallas en los Juegos Olímpicos de Verano de 1968 a 1980, así como dos medallas en los Campeonatos Mundiales de Boxeo Amateur de 1974. Entre los boxeadores más destacados figuran Cornelius Boza-Edwards, Justin Juuko, Ayub Kalule, John Mugabi, Eridadi Mukwanga, Joseph Nsubuga, Kassim Ouma, Sam Rukundo y Leo Rwabwogo.
En atletismo, John Akii-Bua ganó la primera medalla de oro olímpica para Uganda. En los Juegos Olímpicos de verano de 1972 en Múnich, ganó la carrera de 400 metros vallas con un tiempo récord mundial de 47,82 segundos. El corredor de 400 metros Davis Kamoga obtuvo la medalla de bronce en los Juegos Olímpicos de Verano de 1996 en Atlanta y la medalla de plata en los Campeonatos del Mundo de 1997. Dorcus Inzikuru ganó los 3.000 m obstáculos en los Campeonatos del Mundo de 2005 y en los Juegos de la Commonwealth de 2006.

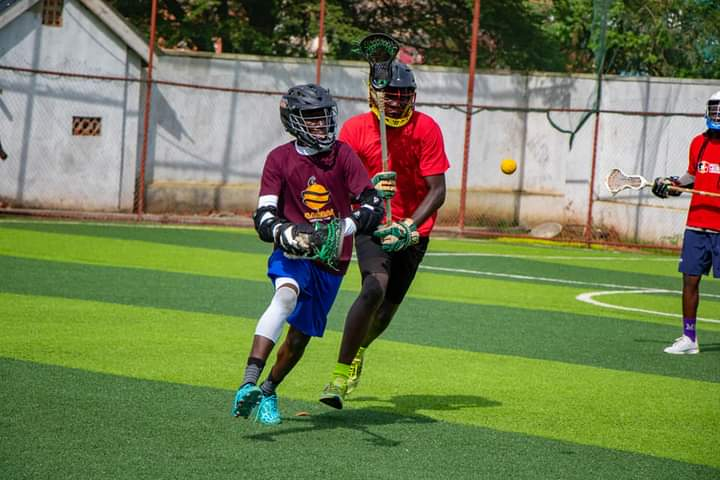
Un equipo Ugandés practicando Lacrosse

Stephen Kiprotich ha ganado el maratón en los Juegos Olímpicos de Verano de 2012 en Londres y en los Campeonatos del Mundo de 2013, y terminó segundo en el Maratón de Tokio de 2015. Joshua Cheptegei ha ganado carreras de 10 km en los Campeonatos del Mundo, en los Campeonatos Mundiales de Atletismo de Campo a Través y en los Juegos de la Commonwealth, y ha establecido récords mundiales en 5 km y 15 km. Halimah Nakaayi ganó la carrera de 800 metros en los Campeonatos del Mundo de 2019.
En críquet, Uganda formó parte del equipo de África Oriental que se clasificó para la Copa del Mundo de Cricket en 1975. Recientemente, el equipo nacional de críquet de Uganda se clasificó para la Copa del Mundo T20 del ICC de 2024.

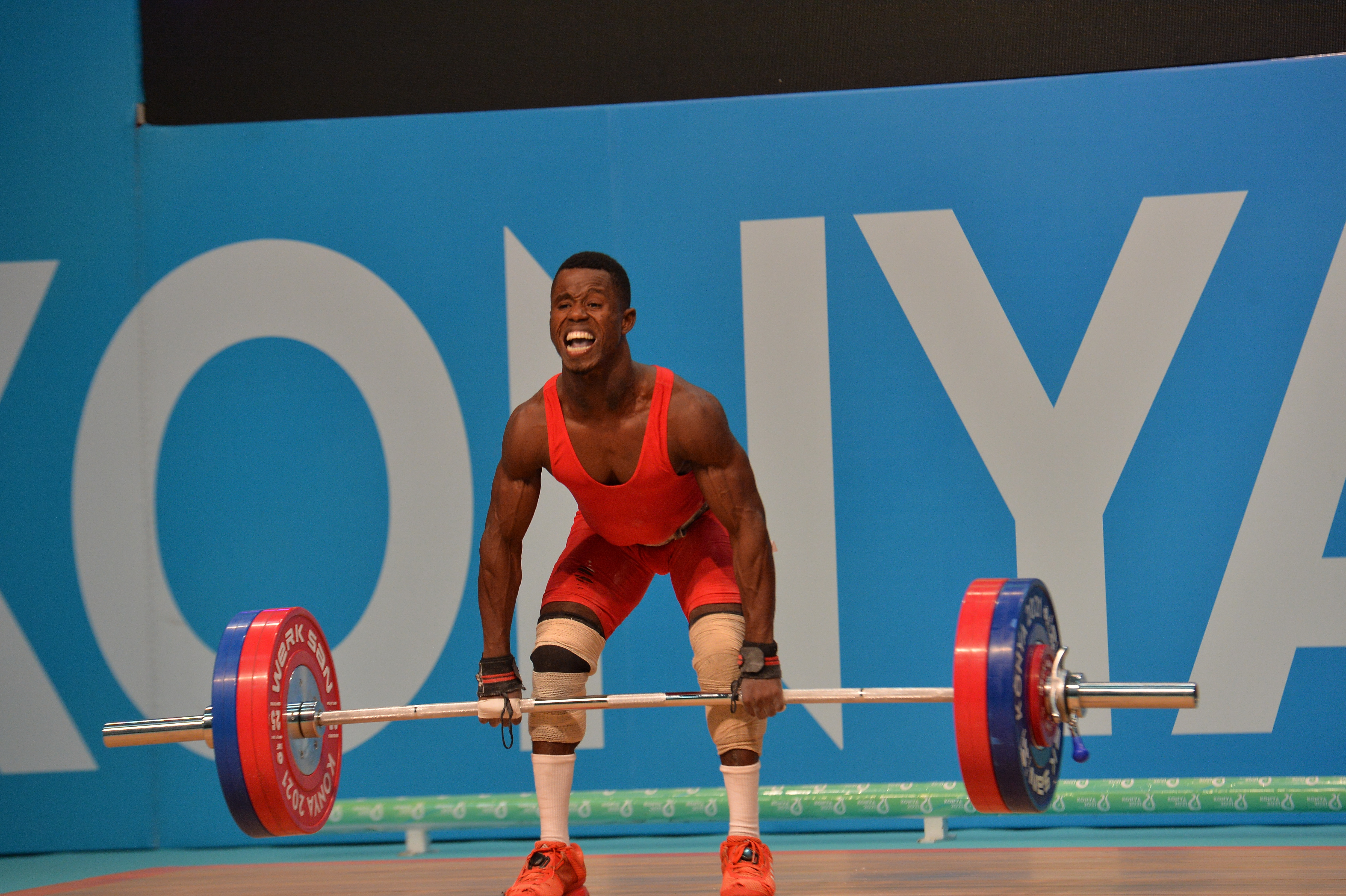
El levantador de pesas ugandés Davis Niyoyita

El país cuenta con una selección nacional de baloncesto cada vez más exitosa. Recibe el apodo de "Los Silverbacks", y debutó en el Campeonato FIBA de África de 2015.
En julio de 2011, Kampala (Uganda) se clasificó por primera vez para las Series Mundiales de las Pequeñas Ligas de 2011 en Williamsport (Pensilvania), al vencer al equipo de béisbol de Arabia Saudí Dharan LL, aunque complicaciones con el visado les impidieron asistir a las series. Los equipos de las Pequeñas Ligas de Uganda se clasificaron y asistieron a las Series Mundiales de las Pequeñas Ligas de 2012.